# Immanuel Kant
Immanuel Kant (* 22. April 1724 in Königsberg, Preußen; † 12. Februar 1804 ebenda) war ein deutscher Philosoph der Aufklärung sowie unter anderem Professor der Logik und Metaphysik in Königsberg. Kant gehört zu den bedeutendsten Denkern der abendländischen Kultur. Er gilt „im allgemeinen als der größte Philosoph der Neuzeit“, als „die zentrale Gestalt der modernen Philosophie“. Seine sogenannten drei „Kritiken“, insbesondere das erste Werk Kritik der reinen Vernunft, kennzeichnen einen Wendepunkt in der Philosophiegeschichte.
Kants Perspektiven bleiben bis heute in allen Bereichen der Philosophie maßgebend, nicht nur in der Erkenntnistheorie und Metaphysik mit der Kritik der reinen Vernunft, sondern auch in der Ethik mit der Kritik der praktischen Vernunft und in der Ästhetik mit der Kritik der Urteilskraft. Zudem verfasste Kant bedeutende Schriften zur Religions-, Rechts- und Geschichtsphilosophie sowie Beiträge zur Astronomie und den Geowissenschaften.

## Leben

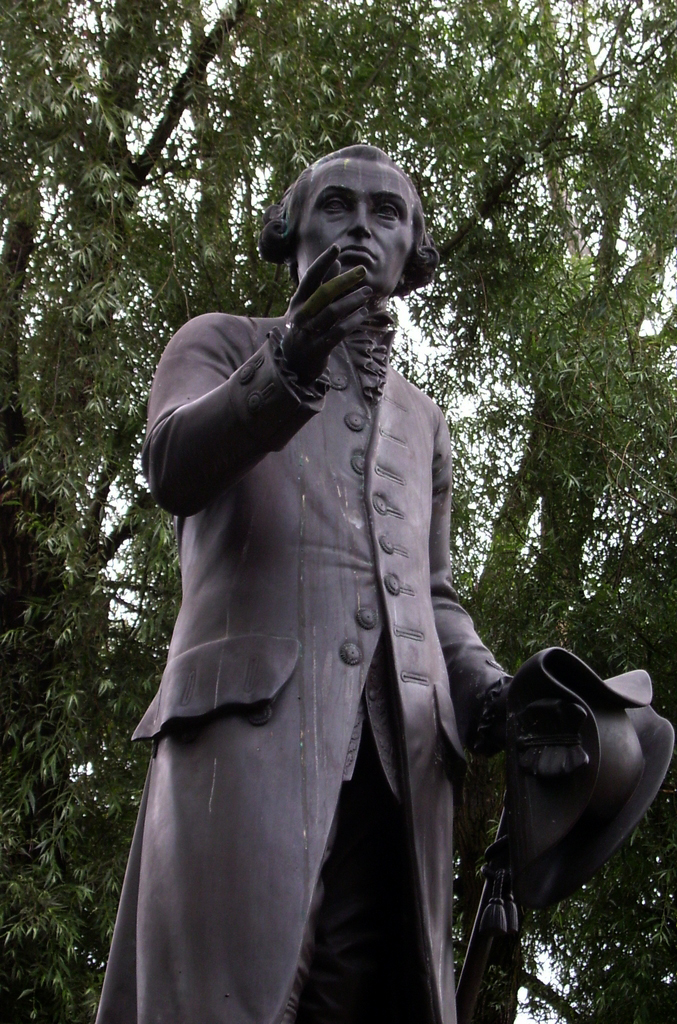
Denkmal Kants in seiner Heimatstadt Königsberg, heute Kaliningrad (Bildhauer: Christian Daniel Rauch)

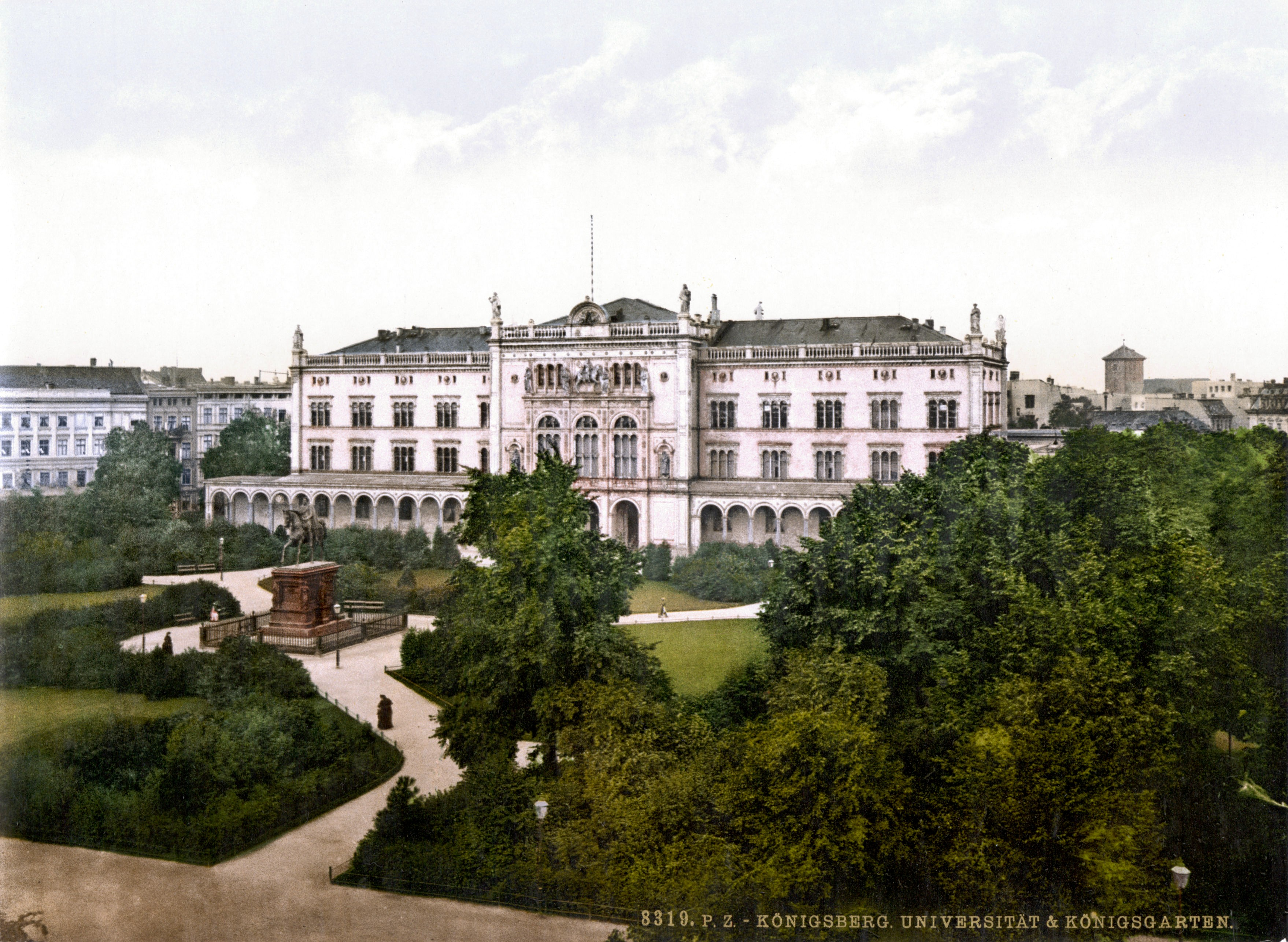
Die Albertina-Universität (zwischen 1890 und 1900) in Königsberg, an der Kant unterrichtete

Immanuel (im Taufregister: Emanuel; Kants Geburtstag war im preußischen Kalender der Tag des heiligen Emanuel) Kant war das vierte Kind des Sattler- und Riemermeisters Johann Georg Kant (* 1683 in Memel; † 1746 in Königsberg) und dessen Ehefrau Anna Regina Kant, geb. Reuter (* 1697 in Königsberg; † 1737 ebenda). Das Paar hatte am 13. November 1715 geheiratet. Der Vater war als junger Mann nach Königsberg gezogen, die Mutter stammte aus der Familie eines Riemermeisters, der von Nürnberg nach Königsberg übergesiedelt war. Von Kants insgesamt acht Geschwistern erreichten nur vier das Erwachsenenalter. Ein Urgroßvater väterlicherseits stammte vermutlich aus einer kurischen Familie, die von Lettland nach Kantwaggen (später Kantweinen) im Memelland übergesiedelt war. Sein Elternhaus war stark pietistisch geprägt, seine Mutter für Bildung sehr aufgeschlossen. 1732 kam Kant an das Collegium Fridericianum (auch Friedrichskollegium genannt), wo er insbesondere im Erlernen der klassischen Sprachen gefördert wurde. 1740 begann er mit dem Studium an der Albertus-Universität Königsberg. Ob er zunächst für Theologie eingeschrieben war, wie es einer der frühen Biographen darstellte, ist aus den Unterlagen der Universität nicht mehr zu rekonstruieren. In jedem Fall besuchte Kant Vorlesungen im Bereich Naturwissenschaften und beschäftigte sich unter anderem mit Philosophie – seinem eigentlichen Studienfach – sowie mit Naturphilosophie und elementarer Mathematik, unter anderen bei Johann Gottfried Teske und Martin Knutzen.

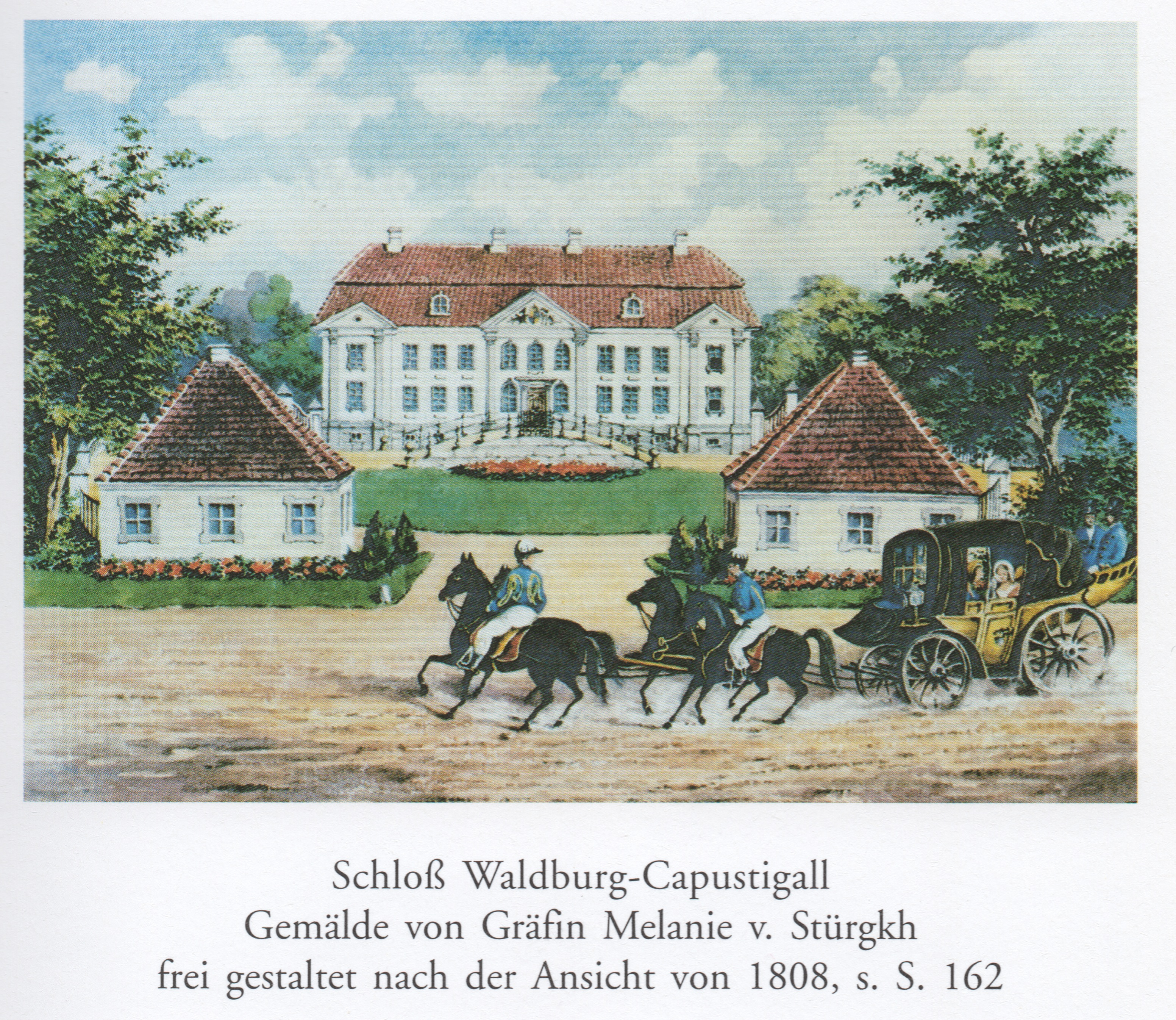
Schloss Capustigall

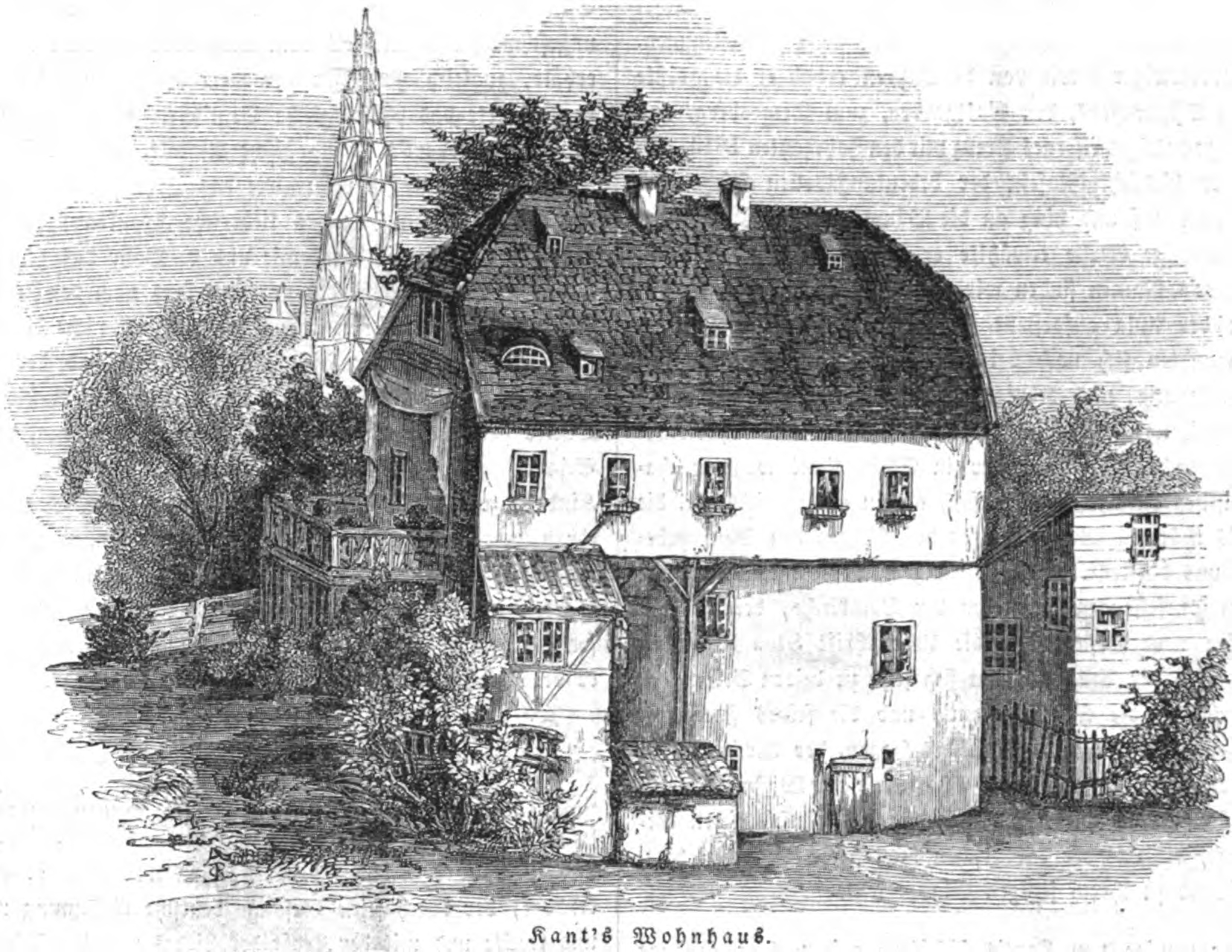
Kants Wohnhaus in Königsberg

1746 veröffentlichte er seine erste Schrift, die Gedanken von der wahren Schätzung der lebendigen Kräfte. Es wurde vermutet, dass Kant sie ursprünglich als Dissertationsschrift geplant hatte, aber wegen des Widerspruchs zur pietistischen Position und zu Martin Knutzen auf Deutsch als Streitschrift veröffentlichte. Als sein Vater 1744 schwer erkrankte und 1746 verstarb, musste Kant nicht nur für sein eigenes Auskommen, sondern auch für das zweier jüngerer Geschwister sorgen. Er verließ Königsberg und nahm Anstellungen als Hauslehrer an, zunächst bis etwa 1750 bei dem reformierten Prediger Daniel Ernst Andersch (tätig 1728–1771) in Judtschen bei Gumbinnen, einer Schweizer Kolonie meist Französisch sprechender Siedler. 1748 wurde er im dortigen Kirchenbuch als Taufpate aufgeführt, wo er als studiosus philosophiae bezeichnet wird – Kant war also nach wie vor an der Albertina immatrikuliert. Später war er bis etwa 1753 Hauslehrer auf dem Gut des Majors Bernhard Friedrich von Hülsen auf Groß-Arnsdorf bei Mohrungen. Seine dritte Stelle fand er nahe Königsberg auf dem Schloss Waldburg-Capustigall bei der Familie Keyserlingk, die ihm auch Zugang zur höheren Gesellschaft Königsbergs ermöglichte. Er unterrichtete die beiden Stiefsöhne von Caroline von Keyserling, mit der ihn zeitlebens gegenseitige Verehrung verband.
1754, nachdem an der Universität Königsberg an einigen Lehrstühlen ein Generationenwechsel stattgefunden hatte (Martin Knutzen war inzwischen verstorben), kehrte Kant nach Königsberg zurück. Er veröffentlichte im Sommer einige Aufsätze, reichte im April 1755 die Schrift De Igne als Abschlussarbeit ein und wurde anschließend promoviert. Im selben Jahr veröffentlichte er mit Allgemeine Naturgeschichte und Theorie des Himmels seine erste größere Schrift, die zunächst jedoch wenig Anklang fand. Schon im September folgte die Nova dilucidatio, die „die ersten Grundsätze der metaphysischen Erkenntnis“ zum Gegenstand hatte, als zweite Hochschulschrift, mit deren Verteidigung er die venia legendi erhielt und als Privatdozent seine umfangreiche akademische Lehrtätigkeit aufnehmen konnte. Zu seinen Lehrfächern gehörten Logik, Metaphysik, Moralphilosophie, Natürliche Theologie, Mathematik, Physik, Mechanik, Geografie, Anthropologie, Pädagogik und Naturrecht. Seine Vorlesungen fanden starkes Interesse. Johann Gottfried Herder, der 1762–1764 bei ihm hörte, schrieb später darüber:

„Mit dankbarer Freude erinnere ich mich aus meinen Jugendjahren der Bekanntschaft und des Unterrichts eines Philosophen, der mir ein wahrer Lehrer der Humanität war […] Seine Philosophie weckte das eigne Denken auf, und ich kann mir beinahe nichts Erleseneres und Wirksameres hierzu vorstellen, als sein Vortrag war.“

Eine erste Bewerbung auf den Königsberger Lehrstuhl für Logik und Metaphysik im Jahre 1759 schlug fehl. Einen Ruf auf einen Lehrstuhl für Dichtkunst lehnte Kant 1764 ab. In den Jahren von 1766 bis 1772 arbeitete Kant als Unterbibliothekar der königlichen Schlossbibliothek, was seine erste feste Anstellung war. Kant schlug außerdem auch die Gelegenheiten aus, 1769 in Erlangen und 1770 in Jena zu lehren, bevor er im Jahr 1770 im Alter von 46 Jahren den von ihm immer angestrebten Ruf der Universität Königsberg auf die Stelle eines Professors für Logik und Metaphysik erhielt. Im selben Jahr legte er mit der Studie Formen und Gründe der Sinnes- und Verstandeswelt eine weitere Dissertation vor. Auch den mit einer deutlich höheren Vergütung verbundenen Ruf an die damals berühmte Universität von Halle lehnte er im Jahre 1778 ab, trotz der besonderen Bitte des Kultusministers von Zedlitz. 1786 und 1788 war Kant Rektor der Universität in Königsberg. 1787 wurde er in die Preußische Akademie der Wissenschaften aufgenommen. 1794 wurde er Ehrenmitglied der Russischen Akademie der Wissenschaften in Sankt Petersburg.
Die letzten fünfzehn Jahre seines Lebens waren gekennzeichnet durch den sich stetig zuspitzenden Konflikt mit der Zensurbehörde, deren Leitung der preußische König Friedrich Wilhelm II. dem neuen Kultusminister Johann Christoph von Woellner – Zedlitz’ Nachfolger nach dem Tode König Friedrichs II. – übertragen hatte.

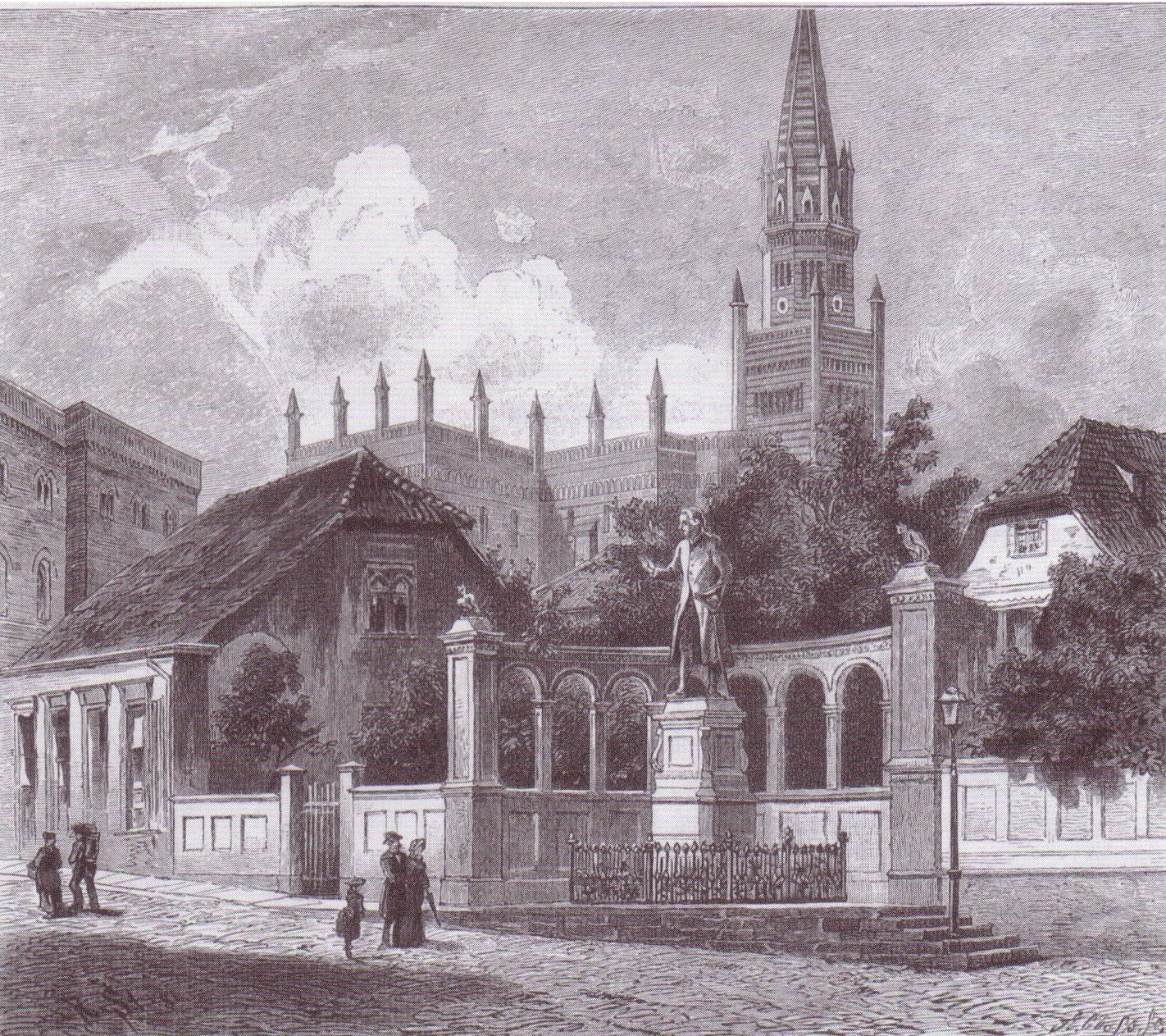
Das Kant-Denkmal an seinem ersten Aufstellungsort in Königsberg, im Hintergrund die Altstädtische Kirche

Drei Jahre nach Wöllners Zensuredikt vom 19. Dezember 1788 geriet Kant aufgrund seines Werkes Über das Mißlingen aller philosophischen Versuche in der Theodizee erstmals in Konflikt mit der Zensur. In einem weiteren Edikt von 1794 wurde ihm die „Herabwürdigung mancher Haupt- und Grundlehren der heiligen Schrift und des Christentums“ zur Last gelegt. Kant lehrte weiter bis 1796, erhielt aber die Weisung, sich religiöser Schriften zu enthalten, da sie deistisches und sozinianisches Gedankengut verbreiteten, das nicht mit der Bibel vereinbar sei. Hierauf beklagte sich sein Freund Johann Erich Biester, der Herausgeber der Berlinischen Monatsschrift in Berlin, beim König, der aber die Beschwerde ablehnte.
Kant wird oft als steifer, an einen regelmäßigen Tagesablauf gebundener professoraler Mensch dargestellt, der von der Pflicht getrieben ganz auf seine Arbeit konzentriert war. Doch dieses Bild ist eine Überzeichnung. Als Student war er ein guter Kartenspieler und verdiente sich mit Billard ein Zubrot zum Studium. Auf Gesellschaften, an denen er gerne teilnahm, galt er als galant, putzte sich mit modischen Kleidern heraus und beeindruckte durch „ausgezeichnete Belesenheit und einen unerschöpflichen Vorrath von unterhaltenden und lustigen Anecdoten, die er ganz trocken, ohne je selbst dabei zu lachen, erzählte und durch eigenen ächten Humor in treffenden Repliken […] zu würzen wusste […].“ Johann Gottfried Herder wurde von Kant aufgefordert, nicht so viel über den Büchern zu brüten. Und Johann Georg Hamann befürchtete, dass Kant nicht genügend zum Arbeiten käme, weil er durch „einen Strudel gesellschaftlicher Zerstreuungen fortgerißen“ werde (Zitate nach Kühn).

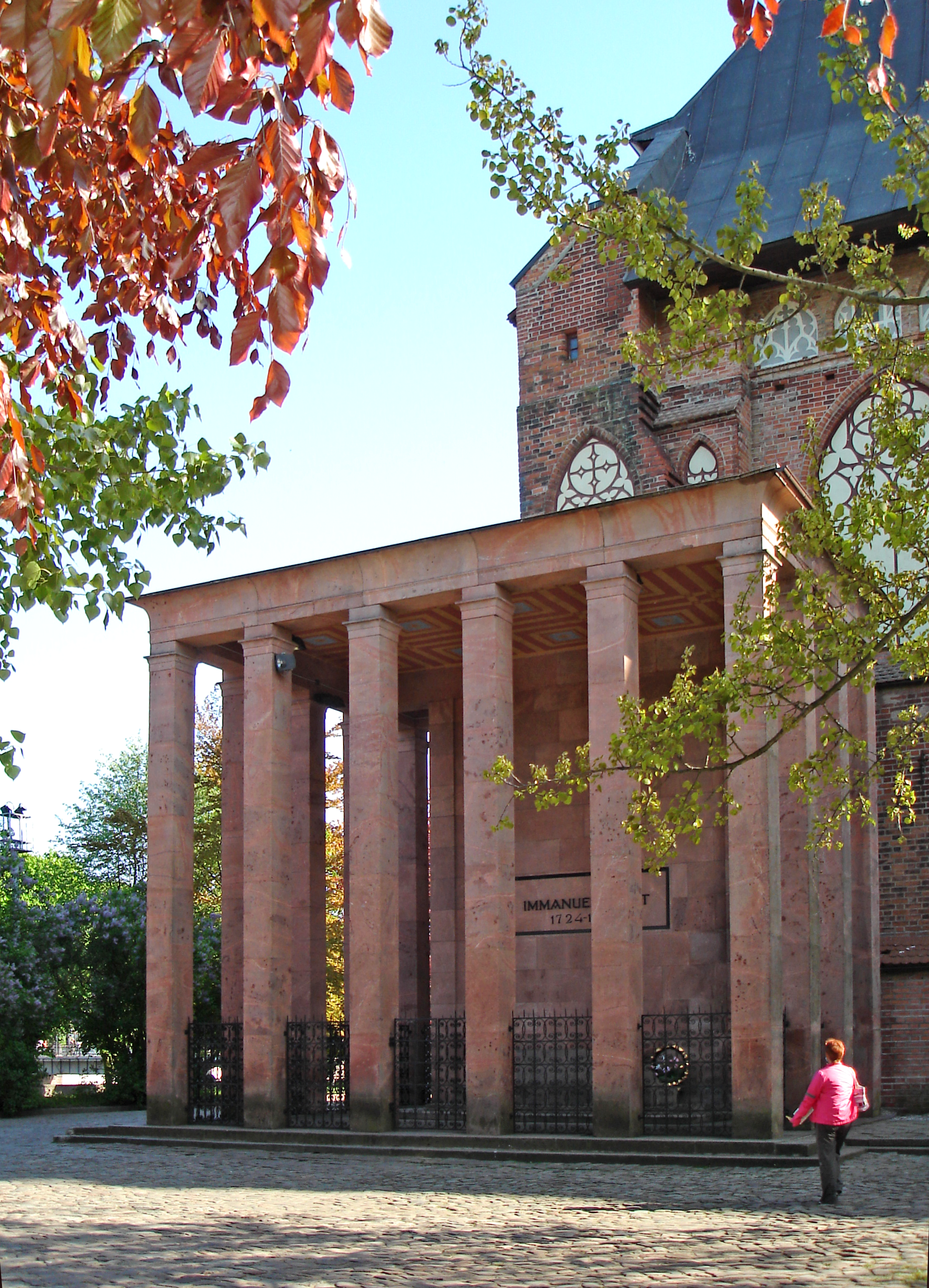
Grabmal Kants am Königsberger Dom in Kaliningrad

Auch seine legendäre Pünktlichkeit, nach der andere Königsberger angeblich sogar ihre Uhren stellten, war viel eher diejenige seines engen Freundes, des englischen Geschäftsmanns und Bankiers Joseph Green, mit dem ihn spätestens seit 1763 eine Freundschaft verband. Dessen rigoros durchgeplanter Tagesablauf nötigte Kant bei jedem Besuch, das Haus Greens pünktlich um sieben Uhr zu verlassen.
Nach eigener Aussage in der Schrift Der Streit der Fakultäten richtete Kant erst, als er jenseits der 40 war und merkte, dass er aus gesundheitlichen Gründen mit seinen Kräften haushalten musste, einen regelmäßigen Tagesablauf ein, der allerdings später mit großer Breitenwirkung von Heinrich Heine in Zur Geschichte der Religion und Philosophie in Deutschland als Ausdruck des Rigorismus gedeutet wurde: Morgens um 4:45 Uhr ließ er sich von seinem Hausdiener mit den Worten „Es ist Zeit!“ wecken und ging um 22 Uhr zu Bett. Zum Mittagessen lud er meist Freunde ein und pflegte die Geselligkeit, vermied dabei aber philosophische Themen. Außerdem machte er täglich zur gleichen Zeit einen Spaziergang. Sein langjähriger Hausdiener war der ausgemusterte Soldat Martin Lampe.
Kant verbrachte nahezu sein ganzes Leben im damals weltoffenen Königsberg, wo er 1804 fast 80-jährig starb. Seine letzten Worte waren angeblich: „Es ist gut.“ Das Grabmal Immanuel Kants befindet sich an der Außenseite des Königsberger Doms, der sogenannten Stoa Kantiana, also dem Ort der ersten Grablegung Kants.

## Philosophie
Mit seinem kritischen Denkansatz (Sapere aude – Habe Mut, dich deines eigenen Verstandes zu bedienen!) ist Kant der wohl wichtigste Denker der deutschen Aufklärung. Üblicherweise unterscheidet man bei seinem philosophischen Weg zwischen der vorkritischen und der kritischen Phase, weil seine Position sich spätestens 1781 mit Veröffentlichung der Kritik der reinen Vernunft erheblich verändert hat. Noch bis in die 1760er Jahre kann man Kant dem Rationalismus in der Nachfolge von Leibniz und Wolff zurechnen. Kant selber charakterisierte diese Zeit als „dogmatischen Schlummer“.
In seiner (zweiten) Dissertation im Jahre 1770 ist bereits ein deutlicher Bruch erkennbar. Neben dem Verstand ist nun auch die Anschauung eine Erkenntnisquelle, deren Eigenart zu beachten ist. Verstandeserkenntnis als anschauliche Erkenntnis auszugeben, ist Erschleichung. Die Dissertation und die Berufung an die Universität führen dann zu der berühmten Phase des Schweigens, in der Kant seine neue, als Kritizismus bekannte und heute noch maßgeblich diskutierte Erkenntnistheorie ausarbeitet. Erst nach elf Jahren intensiver Arbeit wird diese dann 1781 in der Kritik der reinen Vernunft veröffentlicht. Nachdem er die Frage beantwortet hat, welche Bedingungen der Möglichkeit der Erkenntnis zugrunde liegen, kann sich Kant auf dieser Grundlage schließlich im Alter von 60 Jahren den für ihn eigentlich wichtigen Themen der praktischen Philosophie und der Ästhetik zuwenden.

### Vorkritische Periode
Bis zu seiner Promotion 1755 arbeitete er als Hauslehrer und verfasste die ersten, naturphilosophischen Schriften, so die 1749 erschienenen Gedanken von der wahren Schätzung der lebendigen Kräfte (Immanuel Kant: AA I, 1 –181), die wenig zur Klärung des Streits um das wahre Kraftmaß beitrug. In der Untersuchung der Frage, ob die Erde in ihrer Umdrehung um die Achse, wodurch sie die Abwechselung des Tages und der Nacht hervorbringt, einige Veränderung seit den ersten Zeiten ihres Ursprungs erlitten habe und woraus man sich ihrer versichern könne, publizierte er 1754 eine Theorie über die Verlangsamung der Erdrotation durch den Mond. 1755 folgte die Allgemeine Naturgeschichte und Theorie des Himmels (Immanuel Kant: AA I, 215 –368), in der er eine Theorie zur Entstehung des Planetensystems nach „Newtonischen Grundsätzen“ darstellt. Im gleichen Jahr wurde er mit einer Arbeit über das Feuer („De Igne“, Immanuel Kant: AA I, 369 –384 Über das Feuer), in der er eine Theorie des „Wärmestoffs“ entwickelt, promoviert und habilitierte sich mit einer Abhandlung über die ersten Grundsätze der metaphysischen Erkenntnis („Nova dilucidatio“, Immanuel Kant: AA I, 385 –416), beides in Latein.
Kant befasste sich – wie erwähnt – intensiv mit einigen Fragen der damaligen Naturphilosophie, die später in den Hintergrund tritt, die er aber nie ganz aufgibt.
Kant war der Erste, der annahm, dass die Mondfluten eine Verlangsamung der Erdrotation verursachen, sowie der Erste, der verstand, dass das von Isaac Newton (1643–1727) geschriebene Gravitationsgesetz symptomatisch für einen dreidimensionalen Raum ist: Newton sagt „Die Kraft zwischen 2 Massen hängt vom Reziproken des Quadrats des Abstands ab“ und Kant versteht, dass dieses Quadrat 3 minus 1 ist (die 3 ist die Höhe, die Breite und die Tiefe). Bei Kant gab es bereits das Verständnis, dass Kraft und Beschaffenheit des Raums, insbesondere die Dimensionen, miteinander verbunden sind.
Die Allgemeine Naturgeschichte und Theorie des Himmels formuliert er 1755 eine wegweisende Theorie der Planetenentstehung aus einem Urnebel. Da Pierre-Simon Laplace 1799 in seinem Traité de mécanique céleste eine ähnliche, wenngleich mathematisch ausgearbeitete Theorie entwickelte, die heute in den Grundzügen bestätigt ist, spricht man seit Hermann von Helmholtz von der Kant-Laplace-Theorie der Planetenentstehung. Kant geht in seiner Theorie von einem Grundzustand aus, in dem die Materie im Universum in einem Urnebel verstreut war und sich dann durch Anziehung und Abstoßung in das heutige Gleichgewichtsverhältnis bewegte. Er stützte sich auf die Beobachtungen des Astronomen Thomas Wright (1711–1786) und argumentierte, dass die beobachteten Nebel „Inseluniversen“ seien und dass die Milchstraße ein rotierender Körper sein könnte, der aus einer riesigen Anzahl von Sternen besteht, die durch die Schwerkraft festgehalten werden. Diese damals noch spekulativen Annahmen Kants wurden später durch die Anhäufung astronomischer Kenntnisse bestätigt.
Im Jahr 1762 erschien, nach einigen kleinen Schriften, die Abhandlung Der einzig mögliche Beweisgrund zu einer Demonstration des Daseins Gottes, in der Kant zu erweisen versucht, dass alle bisherigen Beweise für die Existenz Gottes nicht tragfähig sind, und eine eigene Version des ontologischen Gottesbeweises entwickelt, die diesen Mängeln abhelfen soll.
Die folgenden Jahre waren bestimmt von wachsendem Problembewusstsein gegenüber der Methode der traditionellen Metaphysik, das sich vor allem in Kants literarisch wohl unterhaltsamster Schrift, Träume eines Geistersehers, erläutert durch Träume der Metaphysik (1766), einer Kritik Emanuel Swedenborgs, äußerte. In der 1770 erschienenen Schrift De mundi sensibilis atque intelligibilis forma et principiis unterscheidet er zum ersten Mal scharf zwischen der sinnlichen Erkenntnis der Erscheinungen der Dinge (Phaenomena) und der Erkenntnis der Dinge, wie sie an sich sind, durch den Verstand (Noumena). Raum und Zeit fasst er zudem als grundlegende, dem Subjekt angehörige „reine Anschauungen“ auf, die notwendig sind, um die wahrgenommenen Erscheinungen überhaupt untereinander zu ordnen. Damit sind zwei wesentliche Punkte der späteren kritischen Philosophie antizipiert, auch wenn Kants Methode hier noch dogmatisch ist, und er eine Verstandeserkenntnis der Dinge, wie sie an sich sind, für möglich hält. Wer allerdings Verstandeserkenntnis als anschauliche Erkenntnis ausgibt, begeht das vitium subreptionis, den Fehler der Erschleichung. In den folgenden zehn Jahren vollzieht sich die Entwicklung der kritischen Philosophie ohne wesentliche Veröffentlichung (die „stummen Jahre“).
| Nach Kant ist die Aufgabe einer engagierten Philosophie die Beantwortung von drei Fragen, die in eine vierte münden. 1. Was kann ich wissen? 2. Was soll ich tun? 3. Was darf ich hoffen? 4. Was ist der Mensch? Die Fragen werden jeweils durch die Erkenntnistheorie, die Ethik und die Religionsphilosophie bearbeitet. Kant selbst hat in seiner kritischen Periode zu jedem dieser Bereiche einen grundlegenden Text vorgelegt. Gemeinsam beantworten sie die Frage „Was ist der Mensch?“ in philosophischer Hinsicht. Eine empirische Antwort auf diese Frage mit Bezug hat Kant mit seiner Anthropologie in pragmatischer Hinsicht versucht. |

### Allgemeine Darstellung der Kritik der reinen Vernunft

Kritik der reinen Vernunft, Titelblatt der Erstausgabe von 1781

Als Kant 1781 die „Kritik der reinen Vernunft“ veröffentlichte, war die „Kopernikanische Wende“ in der Philosophie vollzogen. Denn vor jeder Ontologie erörterte Kant darin, wie Ontologie als Wissenschaft überhaupt möglich ist.
Die dazu erforderliche kritische Methode deduziert die allgemeinen Bedingungen, die jeder Verstandeshandlung, jeder Erkenntnis und jeder Wahrnehmung im Voraus, a priori, zugrunde liegen und sie dadurch bestimmen. Die „Kritik der reinen Vernunft“ legt diese Bedingungen in zwei Abschnitten dar, der „transzendentalen Ästhetik“, in der die Anschauungen von Zeit und Raum behandelt werden, und der ersten Abteilung der „transzendentalen Logik“ (der Analytik der Begriffe und Grundsätze a priori). In der zweiten Abteilung, der „transzendentalen Dialektik“, werden die Schlüsse der Vernunft erörtert.
Die „Transzendentale Ästhetik“ stellt die Anschauung als den von Kant so genannten „inneren und äußeren Sinn“ (intuitione pura) vor, nicht mit der Empfindung (sensatio) zu verwechseln.
In einer Formulierung des neokantianischen Philosophen Ernst Cassirer ist es die Möglichkeit, sich „das eine neben dem anderen oder das eine nach dem anderen“ denken und vorstellen zu können. Die reine Anschauung des Raumes ohne jede Sinnlichkeit findet ihren Ausdruck in der Geometrie, die der Zeit in der Arithmetik (da Zahlen nur durch die Sukzession möglich sind). Beide sind aber auch die Bedingungen jeder Erfahrung. Es muss daher nicht – wie im Wolffianismus – zwischen einem idealen Raum der Mathematik und einem realen Raum der physischen Wechselwirkung unterschieden werden. Alle Empfindungen sind nur unter den Bedingungen der räumlichen oder zeitlichen Anschauung möglich.
In der transzendentalen Analytik deduziert Kant, dass sinnliche Erkenntnis durch reine Begriffe (a priori), die Kategorien, erzeugt wird. Nur durch sie können Empfindungen (a posteriori) als Gegenstände der Erfahrung begriffen werden.
Durch Anwendung der Kategorien auf Raum und Zeit entstehen synthetische Urteile a priori, die Grundsätze des Verstandes (zweites Buch der Analytik), die gleichermaßen allgemeine Bedingungen für erfahrbare Objekte darstellen, wie zum Beispiel, dass alle Anschauungen extensive Größen sind. Damit ist die erste Möglichkeit einer reinen Naturwissenschaft gegeben.
In einem seit Erscheinen der „Kritik“ und bis heute sehr umstrittenen Kapitel stellt Kant dann das rein Denkbare, das aber nie etwas Erkennbares sein wird, als „Grenzbegriff“, in philosophischer Terminologie also als „problematischen Begriff“ vor, da so genannte Noumena, heute zumeist nur im Singular genannt, was Missverständnisse fördert, wenigstens denkmöglich seien.
In dem Versuch der menschlichen Vernunft, das Unbedingte zu erkennen und die sinnliche Erkenntnis zu übersteigen, verwickelt sie sich in Widersprüche, da die „transzendentalen Ideen“ durch die Bedingungen a priori selbst unvermeidlich sind, nämlich die Idee der Seele, die Idee des kausalen Weltganzen und die Idee Gottes. So widerlegt Kant in der „transzendentalen Dialektik“ die Möglichkeit eines ontologischen Beweises dafür – wie auch für das cogito ergo sum des Descartes, das als eine Tautologie entschlüsselt wird –, gesteht den transzendentalen Ideen aber eine regulative Funktion zu. Das Buch wurde 1827 wegen der Widerlegungen der Gottesbeweise vom Vatikan auf das Verzeichnis verbotener Bücher gesetzt.
Da jede Wirkung aber auch eine Ursache aus Freiheit haben kann, nämlich den freien Entschluss, eine solche zu bewirken, der selbst nicht Naturgesetzen unterworfen ist, kann im Regress der zurückgehenden Reihe der Ursachen (des Universums), als erste und notwendig unbedingte Ursache (denn wäre sie bedingt, so hätte die Bedingung wieder eine Ursache etc.) die Freiheit eines Willens als möglich gesetzt werden.
Die „transzendentale Ästhetik“ und die beiden Abteilungen der „transzendentalen Logik“ bilden gemeinsam die „Elementarlehre“, der die „transzendentale Methodenlehre“ folgt, in der Kant zum Beispiel den transzendentalen Beweis, die Deduktion, vom induktiven unterscheidet.

### Erkenntnistheorie
„Was kann ich wissen?“ Kant war in seiner vorkritischen Phase Vertreter eines revisionistischen Rationalismus der Wolffschen Schule. Durch seine Versuche die Metaphysik der Monadologie mit der Naturphilosophie von Isaac Newton zu vereinbaren und schließlich durch das Studium Humes wird Kant jedoch aus seinem „dogmatischen Schlummer“ geweckt (Immanuel Kant: AA IV, 257 ). Er erkennt die Kritik Humes am Rationalismus als methodisch richtig an, eine Rückführung der Erkenntnis allein auf den reinen Verstand ohne sinnliche Anschauung ist für ihn also nicht mehr möglich. Andererseits führt der Empirismus von David Hume zu der Folgerung, dass eine sichere Erkenntnis überhaupt nicht möglich sei, das heißt in den Skeptizismus. Diesen erachtet Kant jedoch angesichts der Evidenz gewisser synthetischer Urteile a priori – vor allem in der Mathematik (etwa die apriorische Gewissheit der Gleichung {\displaystyle 7+5=12}) und in der (klassischen) Physik für unhaltbar. Immerhin aber habe der Hume’sche Skeptizismus „einen [methodischen] Funken geschlagen“, an welchem ein erkenntnistheoretisches „Licht“ zu „entzünden“ sei. So kommt Kant zu der Frage, wie Erkenntnis überhaupt und insbesondere Erkenntnis a priori möglich sei; denn dass sie möglich sei, stehe angesichts der Leistungen der Mathematik und der Physik außer Frage. Unter welchen Bedingungen ist also Erkenntnis überhaupt möglich? Oder – wie Kant es formuliert –: Was sind die Bedingungen der Möglichkeit von Erkenntnis?
Die Kritik der reinen Vernunft (KrV), in der Kant seine Erkenntnistheorie als Fundament einer wissenschaftlichen Metaphysik formuliert, ist daher eine Auseinandersetzung einerseits mit der rationalistischen, andererseits mit der empiristischen Philosophie des 18. Jahrhunderts, die sich vor Kant gegenüberstanden. Zugleich wird die KrV eine Auseinandersetzung mit der traditionellen Metaphysik, soweit sie Konzepte und Modelle zur Erklärung der Welt jenseits unserer Erfahrung vertritt. Gegen den Dogmatismus der Rationalisten (zum Beispiel Christian Wolff, Alexander Gottlieb Baumgarten) steht, dass Erkenntnis ohne sinnliche Anschauung, also ohne Wahrnehmung, nicht möglich ist. Gegen den Empirismus steht, dass sinnliche Wahrnehmung unstrukturiert bleibt, wenn der Verstand nicht Begriffe hinzufügt und durch Urteile und Schlüsse, also durch Regeln mit der Wahrnehmung verbindet.
Für Kant erfolgt Erkenntnis in Urteilen. In diesen Urteilen werden die Anschauungen, die aus der Sinnlichkeit stammen, mit den Begriffen des Verstandes verbunden (Synthesis). Sinnlichkeit und Verstand sind die beiden einzigen, gleichberechtigten und voneinander abhängigen Quellen der Erkenntnis. „Gedanken ohne Inhalt sind leer, Anschauungen ohne Begriffe sind blind.“ (Immanuel Kant: AA III, 75 – B 75)

Illustration zur Erkenntnistheorie von Immanuel Kant

Wie kommt es nun zur Erfahrung, also zur Erkenntnis der Welt? Kant diskutiert dies in der Transzendentalen Analytik, dem zweiten Teil seiner Kritik der reinen Vernunft. Zuvor bestimmt er jedoch mit der transzendentalen Ästhetik die sinnlichen Grundlagen der Wahrnehmung. Durch die reinen Anschauungen Raum und Zeit unterscheiden wir laut Kant einen äußeren Sinn, in dem uns Vorstellungen im Raum nebeneinander gegeben sind. Wir haben andererseits einen inneren Sinn, mit dem wir Vorstellungen als zeitliche Abfolge erleben. Die reinen Anschauungen Raum und Zeit sind damit die Formen aller sinnlichen Vorstellungen von Gegenständen überhaupt, weil wir uns diese ohne Raum und Zeit nicht vorstellen können. Die Sinne sind aber rezeptiv, d. h. sie enthalten Vorstellungen nur, wenn sie von einer begrifflich nicht fassbaren Außenwelt (dem Ding an sich selbst) affiziert (≈ angeregt) werden.
Kant vertritt aber keine simple Abbildtheorie. Nach Kants berühmter kopernikanischen Wende erkennen wir nicht das Ding an sich, sondern nur dessen Erscheinung, was es für uns ist. Die Erscheinung ist dasjenige, was das Erkenntnissubjekt als Gegenstand einer durch die Sinnlichkeit gegebenen Anschauung (vgl. Immanuel Kant: AA III, 50 – B 34) erkennt. Dabei sind die allgemeinsten Regeln, unter denen die Dinge, wie wir sie erkennen, stehen, die Strukturen der Sinnlichkeit und des Verstandes, und nicht etwa in einem Sein an sich begründete ontologische Prinzipien. Der Mensch erkennt also aufgrund seiner eigenen persönlichen Erkenntnisfähigkeit und weiß nicht, ob diese Erkenntnis tatsächlich eine Entsprechung in der Außenwelt hat. Kant erläutert diese „Umänderung der Denkart“ (Immanuel Kant: AA III, 14 – B xxii) in der Vorrede zur zweiten Auflage der KrV, indem er sich auf Nikolaus Kopernikus bezieht, der die sichtbare Bewegung der Planeten und Fixsterne durch die Eigenbewegung der Erde um ihre eigene Achse und um die Sonne erklärt. Der Zuschauer ist derjenige, der sich dreht, nicht der Sternenhimmel. So, wie wir uns die Welt vorstellen, gibt es Gegenstände, deren Wirkung von den Sinnen aufgenommen wird – die Sinnlichkeit wird affiziert. Wir bemerken allerdings nur die Ergebnisse dieser Affektion, die sinnlichen Anschauungen. Die Erscheinungen werden uns nur als räumliche Gegenstände gegeben. Das Räumlich-Sein ist sogar die Bedingung ihrer Existenz. Die Außenwelt, wenn wir sie als die Gesamtheit der Erscheinungen verstehen, ist dabei bereits eine „subjektive“ Vorstellung. Solche aus einzelnen Elementen zusammengesetzten empirischen Anschauungen nennt Kant Empfindungen. Raum und Zeit aber werden als reine Formen der sinnlichen Anschauung den Empfindungen (der Materie) hinzugefügt. Sie sind reine Formen der menschlichen Anschauung und gelten nicht für Gegenstände an sich. Dies bedeutet, dass Erkenntnis immer vom Subjekt abhängig ist. Unsere Realität sind die Erscheinungen, d. h. alles was für uns in Raum und Zeit ist. Dass wir uns keine Gegenstände ohne Raum und Zeit vorstellen können, liegt nach Kant an unserer Beschränktheit und nicht in den Gegenständen an sich. Ob Raum und Zeit in den Dingen an sich existieren, können wir nicht wissen.
Erscheinungen allein führen aber noch nicht zu Begriffen, und erst recht nicht zu Urteilen. Sie sind zunächst völlig unbestimmt. Kant führt seine Überlegungen hierzu in dem Abschnitt über die transzendentale Logik aus, die den Anteil des Verstandes an der Erkenntnis behandelt, und die in eine Theorie der Begriffe und der Urteile zerfällt. Die Begriffe kommen aus dem Verstand, der diese spontan durch die produktive Einbildungskraft nach Regeln bildet. Hierzu bedarf es des transzendentalen Selbstbewusstseins als Grundlage allen Denkens. Das reine, d. h. von allen sinnlichen Anschauungen abstrahierte Bewusstsein des „Ich denke“, das man auch als die Selbstzuschreibung des Mentalen bezeichnen kann, ist der Angelpunkt der Kantischen Erkenntnistheorie. Dieses Selbstbewusstsein ist der Ursprung reiner Verstandesbegriffe, der Kategorien. Quantität, Qualität, Relation und Modalität sind die vier Funktionen des Verstandes, nach denen Kategorien gebildet werden.
| 1. Der Quantität: |
| ----------------- |
| Einheit           |
| Vielheit          |
| Allheit.          |

| 2. Der Qualität: |
| ---------------- |
| Realität         |
| Negation         |
| Limitation.      |

| 3. Der Relation:                                                         |
| ------------------------------------------------------------------------ |
| der Inhärenz und Subsistenz (substantia et accidens)                     |
| der Causalität und Dependenz (Ursache und Wirkung)                       |
| der Gemeinschaft (Wechselwirkung zwischen dem Handelnden und Leidenden). |

| 4. Der Modalität:              |
| ------------------------------ |
| Möglichkeit – Unmöglichkeit    |
| Dasein – Nichtsein             |
| Nothwendigkeit – Zufälligkeit. |

| 1. Der Quantität: |
| ----------------- |
| Einheit           |
| Vielheit          |
| Allheit.          |

| 2. Der Qualität: |
| ---------------- |
| Realität         |
| Negation         |
| Limitation.      |

| 3. Der Relation:                                                         |
| ------------------------------------------------------------------------ |
| der Inhärenz und Subsistenz (substantia et accidens)                     |
| der Causalität und Dependenz (Ursache und Wirkung)                       |
| der Gemeinschaft (Wechselwirkung zwischen dem Handelnden und Leidenden). |

| 4. Der Modalität:              |
| ------------------------------ |
| Möglichkeit – Unmöglichkeit    |
| Dasein – Nichtsein             |
| Nothwendigkeit – Zufälligkeit. |

Anhand der Kategorien verknüpft der Verstand mit Hilfe der Urteilskraft (dem Vermögen, Einzelfälle unter Regeln zu subsumieren) die Empfindungen nach so genannten Schemata. Ein Schema ist das allgemeine Verfahren der Einbildungskraft, einem Begriff sein Bild zu verschaffen. Zum Beispiel sehe ich auf der Straße ein vierbeiniges Etwas. Ich erkenne: dies ist ein Dackel. Ich weiß: ein Dackel ist ein Hund, ist ein Säugetier, ist ein Tier, ist ein Lebewesen. Schemata sind also (möglicherweise mehrstufige) strukturierende Allgemeinbegriffe, die nicht aus der empirischen Anschauung gewonnen werden können, sondern dem Verstand entstammen, sich aber auf die Wahrnehmung beziehen.
Nachdem beschrieben wurde, wie Erkenntnis überhaupt möglich ist, kommt nun die grundlegende Frage Kants, ob wir die Wissenschaftlichkeit der Metaphysik begründen können. Gibt es aus reinen Verstandesüberlegungen Aussagen, die unsere Erkenntnisse inhaltlich vermehren? Kant formuliert die Frage wie folgt: Sind synthetische Erkenntnisse a priori möglich?
Kants Antwort ist „Ja“. Wir können durch die Kategorien synthetische Erkenntnisse a priori gewinnen. So sind zum Beispiel unter dem Begriff der Relation die Kategorien der Substanz, der Kausalität und der Wechselwirkung erfasst. Am Beispiel der Kausalität kann man sehen: In unserer sinnlichen Wahrnehmung erkennen wir zwei aufeinander folgende Phänomene. Deren Verknüpfung als Ursache und Wirkung entzieht sich aber unserer Wahrnehmung. Kausalität wird von uns gedacht und zwar mit Allgemeinheit und Notwendigkeit. Wir verstehen Kausalität als Grundprinzip der Natur – dies gilt auch in der heutigen Physik, auch wenn diese in ihren Grundlagen mit Wahrscheinlichkeiten und Feldern operiert –, weil wir die Kausalität in die Natur, wie sie uns erscheint, hineindenken. Allerdings schränkt Kant diese Auffassung gegen die Rationalisten klar ein. Kategorien ohne sinnliche Anschauung sind reine Form und damit leer (siehe oben), d. h. zu ihrer Wirksamkeit bedarf es der empirischen Empfindungen. Hier liegt die Grenze unserer Erkenntnis.
Wie kommt es nun zu den metaphysischen Theorien? Dies ist eine Frage der Vernunft, die den Teil des Verstandes bezeichnet, mit dem wir aus Begriffen und Urteilen Schlüsse ziehen. Es liegt im Wesen der Vernunft, dass diese nach immer weiter gehender Erkenntnis strebt und am Ende versucht, das Unbedingte oder Absolute zu erkennen. Dann aber verlässt die Vernunft den Boden der sinnlich fundierten Erkenntnis und begibt sich in den Bereich der Spekulation. Dabei bringt sie notwendig die drei transzendentalen Ideen Unsterblichkeit (Seele), Freiheit (Kosmos) und Unendlichkeit (Gott) hervor. Kant zeigt nun in der Dialektik als der Wissenschaft vom Schein, dass die Existenz dieser regulativen Prinzipien weder bewiesen noch widerlegt werden kann.
Für Kant ist es ein Skandal der Philosophie, dass es der Metaphysik bisher nicht gelungen sei, ihre traditionellen Streitigkeiten zu entscheiden. Sein Ziel ist es, wie in der Mathematik seit Thales oder in den Naturwissenschaften seit Galilei auch der Metaphysik eine Methode zu geben, die es erlaubt, zu haltbaren Aussagen zu gelangen. Der Weg dazu ist die Bestimmung der Grenzen des Erkennbaren und die Abweisung transzendenter, über das Erkennbare hinausgehender Erkenntnisansprüche. Kant fasste dieses Vorgehen mit der – außerhalb ihres Kontextes nicht unmissverständlichen – Formulierung zusammen, man müsse in der Metaphysik „das Wissen aufheben, um zum Glauben Platz zu haben“ (Immanuel Kant: AA III, 18 – KrV B xxx). Als Gegenstand des „Glaubens“ werden dabei die drei Postulate der praktischen Vernunft verstanden.
Von der zögernden Rezeption und erheblichen Missverständnissen in der ersten Rezension der Kritik der reinen Vernunft veranlasst, veröffentlicht Kant 1783 die Prolegomena, die allgemeinverständlich in die kritische Philosophie einführen sollen. Auch die naturphilosophischen Fragen nimmt Kant wieder auf und 1786 erscheinen die Metaphysischen Anfangsgründe der Naturwissenschaft, die die Grundlagen der Newtonschen Physik durch die kritischen Grundsätze begründen, dabei aber eine Theorie der Kräfte entwickeln, die aus der Newtonschen Naturphilosophie herausführen und den Ausgangspunkt für die Naturphilosophie des deutschen Idealismus bildeten.

### Praktische Philosophie

#### Grundlegung der Moralphilosophie
Die Frage: „Was soll ich tun?“ ist die grundlegende Frage der kantschen Ethik. Aber eine Antwort auf diese Frage war erst durch erkenntnistheoretische Untersuchungen in der Kritik der reinen Vernunft möglich, durch die Kant ein theoretisches Fundament für die praktische Philosophie geschaffen hatte.
Die Fragen nach der Grundlegung der Moralphilosophie, die in den Schlusskapiteln der Kritik der reinen Vernunft nur angedeutet sind, führt Kant 1785 in der Grundlegung zur Metaphysik der Sitten (GMS) aus. Hier wird der kategorische Imperativ als grundlegendes Prinzip der Ethik entwickelt und die Idee der Freiheit, die in der ersten Kritik für die theoretische Vernunft nicht beweisbar war, wird nun als fundamentales und notwendiges Postulat der praktischen Vernunft gerechtfertigt. Nach der Überarbeitung einzelner Stücke der Kritik der reinen Vernunft für die zweite Auflage 1787 erscheint 1788 die Kritik der praktischen Vernunft (KpV), die den moralphilosophischen Ansatz der „Grundlegung“ argumentativ teilweise revidiert und handlungstheoretisch weiter ausbaut.
In den beiden Schriften untersucht Kant die Voraussetzungen und die Möglichkeit moralisch verbindlicher Sollensaussagen. Nicht die Religion, gesunder Menschenverstand oder die empirische Praxis können diese Frage beantworten, sondern nur die praktische Vernunft. In Kants Überlegungen zur Ethik sind drei Elemente wesentlich: der Begriff eines guten Willens, die Annahme der Freiheit des Willens und die logische Form eines kategorischen Imperativs, die allein die Unbedingtheit einer moralischen Forderung garantieren kann. Kant sieht die Grundlage der Moral in der Selbstbestimmung des freien Willens durch ein unbedingtes Prinzip:

„[…] der Wille ist ein Vermögen, nur dasjenige zu wählen, was die Vernunft unabhängig von der Neigung als praktisch nothwendig, d.i. als gut, erkennt.“

Kant argumentiert für die Auffassung, dass jeder Mensch den Maßstab der Sittlichkeit in sich vorfindet und dass er die Maxime seines Handelns nach diesem allgemeinen Prinzip bilden soll:

„Praktische Grundsätze sind Sätze, welche eine allgemeine Bestimmung des Willens enthalten, die mehrere praktische Regeln unter sich hat. Sie sind subjektiv oder Maximen, wenn die Bedingung nur als für den Willen des Subjekts gültig von ihm angesehen wird; objektiv aber, oder praktische Gesetze, wenn jene als objektiv, d.i. für den Willen jedes vernünftigen Wesens gültig erkannt wird.“

Die Bestimmung des vernünftigen Willens allein durch sich selbst gebietet es also, die Maxime des eigenen Handelns am Prinzip der Sittlichkeit auszurichten. Für den Menschen, der kein reines Vernunft-, sondern zugleich ein sinnliches Wesen ist, drückt sich dieses Prinzip in der Formel eines kategorischen Imperativs als unbedingte Forderung aus. Kant gibt in der GMS mehrere verschiedene Formulierungen des kategorischen Imperativs;
- Naturgesetzformel:. „[…] handle so, als ob die Maxime deiner Handlung durch deinen Willen zum allgemeinen Naturgesetze werden sollte.“ (Immanuel Kant: AA IV, 421[40])
- Allgemeines-Gesetz-Formel:. „[…] handle nur nach derjenigen Maxime, durch die du zugleich wollen kannst, daß sie ein allgemeines Gesetz werde.“ (Immanuel Kant: AA IV, 421[41])
- Menschheitszweckformel:. „Handle so, daß du die Menschheit sowohl in deiner Person, als in der Person eines jeden andern jederzeit zugleich als Zweck, niemals bloß als Mittel brauchst.“ (Immanuel Kant: AA IV, 429[42])
- Reich-der-Zwecke-Formel: „Demnach muß ein jedes vernünftige Wesen so handeln, als ob es durch seine Maximen jederzeit ein gesetzgebendes Glied im allgemeinen Reiche der Zwecke wäre.“ (Immanuel Kant: AA IV, 438 [43])

Ohne Freiheit wäre der kategorische Imperativ unmöglich, umgekehrt ist die Freiheit erst aus dem Sittengesetz erweislich, denn rein theoretisch lässt sie sich nicht sichern. Wenn der Mensch nach dem Sittengesetz handelt, so ist er von sinnlichen, auch triebhaften Einflüssen unabhängig und daher nicht fremdbestimmt (heteronom), sondern autonom. Als autonomes Wesen verfügt er nach Kants Auffassung über Menschenwürde. Voraussetzung der Menschenwürde ist für Kant jedoch nicht, dass ein Mensch sittlich handelt, sondern dass er zu sittlichem Handeln fähig ist.
Kant entwickelt sein Freiheitsverständnis in Auseinandersetzung mit den zu seiner Zeit verbreiteten Meinungen zur Willensfreiheit. Hume beispielsweise behauptet, der Mensch sei ganz und gar ein natürliches Wesen, das ausschließlich den Kausalketten unterworfen sei, denen auch die übrige Natur unterliegt. Kant versucht dagegen, den Widerspruch zwischen dem Denken in natürlichen Kausalitätsketten und der Notwendigkeit des freien Willens für die Moral aufzulösen. Dazu betrachtet er den Menschen aus doppelter Perspektive: Zum einen sieht er den Menschen als ein empirisches Wesen, das wie bei Hume den Naturgesetzen unterliegt. Zugleich ist der Mensch jedoch auch ein intelligibles Wesen, das sich an moralischen Prinzipien orientieren und den Gesetzen folgen kann, die sich die Vernunft selbst gibt, und gehört damit zugleich dem „Reich der Freiheit“ an.
Ein freier Wille ist für Kant also nur ein Wille unter sittlichen Gesetzen. In seiner späten Religionsphilosophie entwirft Kant dann aber auch eine Theorie, wie sich die Entscheidung zum bösen Handeln mit seinem Freiheitsverständnis vereinbaren lässt.
Wegen der Ausrichtung am Forderungscharakter des moralischen Gebots ist Kants Ethik ihrem Ansatz nach eine Pflichtethik im Gegensatz zu einer Tugendethik, wie sie Aristoteles vertritt. Auch nach Kant strebt jeder Mensch unvermeidlich nach „Glückseligkeit“, doch die Vielfalt der subjektiven Meinungen über das menschliche Glück erlaubt es nicht, objektive Gesetze einer eudaimonistischen Ethik abzuleiten. An die Stelle des Glücks setzt Kant in der Folge die „Würdigkeit zum Glück“, die aus dem sittlichen Verhalten entsteht. Nur wenn der Mensch seine Pflicht erfüllt, ist er der Glückseligkeit würdig. Das Glücksverlangen wird nicht geleugnet und auch nicht kritisiert, bestritten wird von Kant jedoch, dass es bei der Entscheidung der Frage nach dem moralisch Erforderlichen eine Rolle spielen dürfe. Wo Kant in seinen anderen Schriften zur praktischen Philosophie nicht von den Grundlegungsfragen handelt, sondern von den konkreten ethischen Phänomenen, zeigt sich, dass seine Ethik kein leerer Formalismus und auch keine rigoristische Überforderung des Menschen ist, sondern sich durchweg darum bemüht zeigt, die Vielfalt menschlicher Handlungsweisen zu erfassen.
Im menschlichen Leben ist Kants Meinung nach nicht das volle Glück, sondern nur die „Selbstzufriedenheit“ erreichbar. Darunter versteht er die Zufriedenheit des Menschen damit, dass er sich in seinem Handeln an der Sittlichkeit orientiert. Es gehört für Kant zu den sittlichen Pflichten, das Glück anderer Personen durch Hilfsbereitschaft und uneigennütziges Handeln in Freundschaft, Ehe und Familie zu befördern.

#### Rechtsphilosophie und Ethik
1793 verkündet Kant im Vorwort zur Kritik der Urteilskraft, mit dieser Schrift sei sein kritisches Geschäft abgeschlossen. Nunmehr wolle er „ungesäumt zum doktrinalen“ (Immanuel Kant: AA V, 170) Geschäft schreiten, also der Ausarbeitung eines Systems der Transzendentalphilosophie. Voraus geht jedoch noch Die Religion innerhalb der Grenzen der bloßen Vernunft (1793), worin Kant den Vernunftgehalt der Religion untersucht und den Ansatz einer moralisch-praktischen Vernunftreligion, wie ihn schon die Postulatenlehre der zweiten und dritten Kritik entwickelt, weiter erläutert.
Als Ausarbeitung des Systems veröffentlicht Kant 1797 Die Metaphysik der Sitten, in der er in den beiden Hauptabschnitten über die Rechtslehre und über die Tugendlehre eine detaillierte politische Philosophie und Ethik entwirft. Den Rechtsbegriff leitet Kant aus der Notwendigkeit ab, das Verletzen von Freiheitsrechten anderer sanktionierbar zu machen. Seine Rechtsphilosophie und den dort entwickelten Grundsatz der Gegenseitigkeit erweitert Kant in dem Traktat Zum ewigen Frieden zu einem schließlich alle Staaten und Völker umfassenden Völkerbund:

„Denn wenn das Glück es so fügt: daß ein mächtiges und aufgeklärtes Volk sich zu einer Republik (die ihrer Natur nach zum ewigen Frieden geneigt sein muß) bilden kann, so gibt diese einen Mittelpunkt der föderativen Vereinigung für andere Staaten ab, um sich an sie anzuschließen und so den Freiheitszustand der Staaten gemäß der Idee des Völkerrecht zu sichern und sich durch mehrere Verbindungen dieser Art nach und nach immer weiter auszubreiten.“

### Geschichte, Aufklärung und Religion
Eine Antwort auf seine dritte Frage „Was darf ich hoffen?“ hielt Kant selbst in der Kritik der reinen Vernunft allein aus der Vernunft heraus für nicht möglich. Nachdem Gott, die Unsterblichkeit der Seele und die Freiheit durch die Vernunft nicht zu beweisen sind, die Vernunft aber auch nicht das Nichtexistieren dieser Ideen beweisen kann, ist die Frage des Absoluten eine Glaubensfrage: „Ich musste das Wissen aufheben, um zum Glauben Platz zu bekommen.“ (Immanuel Kant: AA III, 18 )
Entsprechend kann man nach Kant im Verlauf der Geschichte keine göttliche Absicht finden. Geschichte ist ein Abbild des Menschen, der frei ist. Aufgrund dieser Freiheit kann man in der Geschichte keine Regelmäßigkeiten oder Weiterentwicklungen etwa in Richtung Glückseligkeit oder Vollkommenheit erkennen, weil der Fortschritt keine notwendige Voraussetzung zum Handeln ist. Dennoch kann man einen Plan in der Natur denken, d. h. sich vorstellen, dass die Geschichte einen Leitfaden hat (teleologisch ist). Folgt man dieser Vorstellung, so entwickelt sich Vernunft im Zusammenleben der Menschen. Für dieses Zusammenleben hat der Mensch aus der Vernunft heraus das Recht geschaffen, das schrittweise die Gesellschaftsordnung immer mehr bestimmt. Dies führt am Ende zu einer vollkommenen bürgerlichen Verfassung, die Bestand hat, wenn auch zwischen den Staaten eine äußere Gesetzesmäßigkeit entstanden ist. Aus dieser „Geschichte in weltbürgerlicher Absicht“ ergibt sich für die Regierenden ein politischer Auftrag:

„Hierauf aber Rücksicht zu nehmen, imgleichen auf die Ehrbegierde der Staatsoberhäupter so wohl, als ihrer Diener, um sie auf das einzige Mittel zu richten, das ihr rühmliches Andenken auf die spätere Zeit bringen kann: das kann noch überdem einen kleinen Bewegungsgrund zum Versuche einer solche philosophischen Geschichte abgeben.“

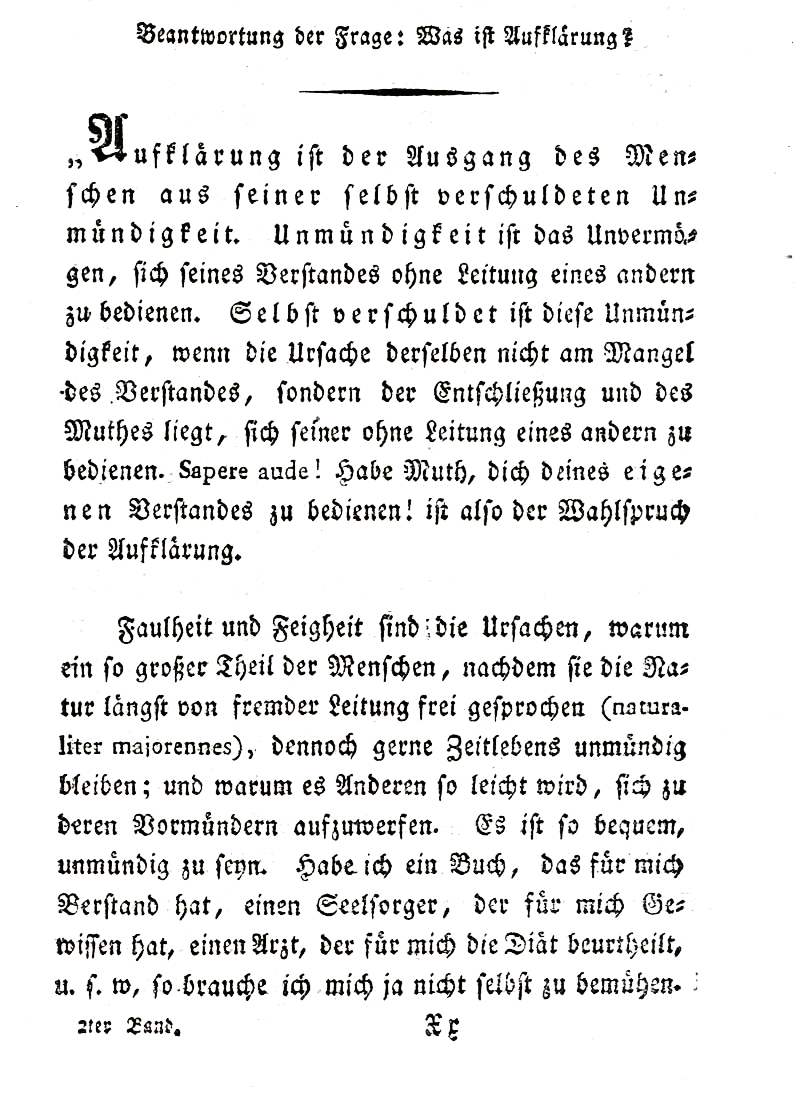
„Was ist Aufklärung?“

Dieses Selbstverständnis bestimmte Kants Haltung als Vordenker der Aufklärung, die er als Bestimmung des Menschen ansieht. Berühmt ist seine Definition:

„Aufklärung ist der Ausgang des Menschen aus seiner selbst verschuldeten Unmündigkeit. Unmündigkeit ist das Unvermögen, sich seines Verstandes ohne Anleitung eines anderen zu bedienen. Selbst verschuldet ist diese Unmündigkeit, wenn die Ursache derselben nicht am Mangel des Verstandes, sondern der Entschließung und des Muthes liegt, sich seiner ohne Leitung eines anderen zu bedienen. Sapere aude [wage es verständig zu sein]! Habe Muth, dich deines eigenen Verstandes zu bedienen! ist also der Wahlspruch der Aufklärung.“

In Die Religion innerhalb der Grenzen der bloßen Vernunft (1793) schreibt Kant:

„Alles, was außer dem guten Lebenswandel der Mensch noch zu thun können vermeint, um Gott wohlgefällig zu werden, ist bloßer Religionswahn und Afterdienst Gottes.“

Kant war optimistisch, dass das freie Denken, das sich insbesondere unter Friedrich dem Großen – wenn auch überwiegend auf die Religion bezogen – stark entwickelt hatte, dazu führt, dass sich die Sinnesart des Volkes allmählich verändert und am Ende die Grundsätze der Regierung beeinflusst, den Menschen, „der nun mehr als Maschine ist, seiner Würde gemäß zu behandeln“ (Immanuel Kant: AA VIII, 42). Kant war ein starker Befürworter der französischen Revolution und stand auch zu dieser Haltung, obgleich er nach der Regierungsübernahme durch Friedrich Wilhelm II. durchaus mit Sanktionen rechnen musste. Trotz zunehmender Zensur veröffentlichte Kant in dieser Zeit seine religiösen Schriften. Nach ihnen lässt Gott sich nicht beweisen. Doch konsequentes moralisches Handeln ist nicht möglich ohne den Glauben an Freiheit, Unsterblichkeit und Gott. Daher ist die Moral das Ursprüngliche und die Religion erklärt die moralischen Pflichten als göttliche Gebote. Die Religion folgte also dem bereits vorhandenen Moralgesetz. Um die eigentlichen Pflichten zu finden, muss man nun umgekehrt das Richtige aus den verschiedenen Religionslehren herausfiltern. Rituelle kirchliche Praktiken kritisierte Kant als Pfaffentum. Nach der Veröffentlichung der Religionsschrift Die Religion innerhalb der Grenzen der bloßen Vernunft 1793 und 1794 erhielt Kant tatsächlich per Kabinettsorder das Verbot, weiter in diesem Sinne zu veröffentlichen. Kant beugte sich für die Regierungszeit des Königs, nahm die Position nach dessen Tod in dem Streit der Fakultäten jedoch unvermindert wieder auf.
Kant hat seine Einstellung zur Religion in seinem selbst gedichteten Nachruf auf den Königsberger Theologen Lilienthal 1782 anschaulich so zusammengefasst:

„Was auf das Leben folgt, deckt tiefe Finsternis. Was uns zu tun gebührt, des sind wir nur gewiß. Dem kann, wie Lilienthal, kein Tod die Hoffnung rauben, der glaubt, um recht zu tun, recht tut, um froh zu glauben.“

### Ästhetik und Zwecke der Natur
In der Kritik der Urteilskraft (KdU, 1790) entwickelt Kant eine Lösung für ein zentrales Problem seiner bis dahin erarbeiteten Theorie der Vernunft: die Kluft zwischen Natur und Freiheit. Denn wenn die theoretische Vernunft alle objektiven Gegebenheiten der Natur nur unter Voraussetzung deterministischer Kausalgesetze verstehen kann, wie ist dann Handeln aus Freiheit unter Verpflichtung auf das unbedingt moralisch Gute denkbar? Nun beurteilen wir aber als einen Zwischenfall in der ästhetischen Erfahrung einen Gegenstand als schön und empfinden dabei ein Gefühl der Lust, das – wie Kant analysiert – auf einer besonderen Form der Zweckmäßigkeit beruht: einer „Zweckmäßigkeit ohne Zweck“. Diese Erfahrung ist als Empfindung einerseits subjektiv, beansprucht andererseits dennoch eine Form der Allgemeingültigkeit: andere sollten dem ästhetischen Urteil ebenfalls beistimmen. Darin liegt ein Hinweis darauf, dass subjektive Empfindungen und objektive Welt zusammenstimmen, Freiheit und Natur vereinbar sein könnten. Im Wege über die Analyse der Phänomene des Schönen und Erhabenen und ihrer Voraussetzung zeigt die KdU dann, dass die Natur prinzipiell mit der Verwirklichung moralischer Zwecke vereinbar sein kann.

#### Die zwei Arten der Urteilskraft
Kant unterscheidet zwei formgebende Vermögen innerhalb der Urteilskraft:
1. Die bestimmende Urteilskraft ordnet einen Einzelfall unter eine bereits bekannte allgemeine Regel ein (typisch für Erkenntnisurteile in den Wissenschaften).
2. Die reflektierende Urteilskraft geht umgekehrt vor: Sie beginnt mit dem Besonderen und sucht dazu das passende Allgemeine.
Das Mitteilen durch die reflektierende Urteilskraft ist es, was aus der ›Lust an der bloßen Reflexion‹ anhebt, was ohne begriffliche oder theoretische Bestimmung im Urteil möglich wird und woraus ästhetische Geschmacksurteile entspringen. Da dieses Vermögen nicht auf fertige Begriffe zurückgreifen kann, benötigt sie ein eigenes Prinzip, das Kant in der Zweckmäßigkeit ausmacht: Wir betrachten die Natur so, als wäre sie „zweckmäßig“ eingerichtet und damit für unsere Erkenntnisfähigkeiten geeignet.
Dieses Prinzip ist nicht konstitutiv (d. h. es begründet keine objektiven Erkenntnisse), sondern regulativ (es leitet unsere Betrachtungsweise der Natur). Die reflektierende Urteilskraft zeigt sich in zwei Bereichen, im ästhetischen Urteil über das Schöne und Erhabene (Teil I der KdU) und im teleologischen Urteil über zweckmäßige Strukturen in der Natur (Teil II der KdU).

#### Das ästhetische Urteil und seine Besonderheit
Das ästhetische Urteil (Geschmacksurteil) über das Schöne hat vier wesentliche Merkmale, die Kant selbst an den vier Verstandeskategorien orientiert. Ihnen ist das einschränkende ›Ohne‹ charakteristisch:
1. Es ist interesselos – wir befinden die Qualität des Gegenstandes ohne Rücksicht auf seine Existenz oder seinen Nutzen.

2. Es ist subjektiv, gründet also auf dem subjektiven Gefühl der Lust, nicht auf Begriffen objektiver Welterkenntnis. Es beansprucht dennoch quantitative Allgemeingültigkeit – wir erwarten, dass andere unserem Urteil zustimmen. 

„Schön ist das, was ohne Begriff allgemein gefällt.“

3.  Es ist zwecklos, das heißt: Es wird kein bestimmter, zielgerichteter Zweck, kein Nutzen  mit der Urteilsfindung verbunden, relativ zu dem das ästhetische Urteil Gültigkeit a priori hätte.
4. Es wird mit Notwendigkeit gefällt – wir betrachten die Zustimmung anderer als notwendig, nicht bloß als möglich.
Kants begriffliche Abgrenzung des „Schönen“ beweist einmal mehr «das hohe Maß der begrifflichen Differenzierung und Schärfe». Sie setzte sich, historisch gesehen, in vieler Hinsicht von den metaethischen Bestimmungen der Generationen vor ihm ab und eröffnete zugleich neue ästhetische Perspektiven (allen voran zu der Ästhetik Friedrich Schillers). Im Bereich des Lebendigen und Ästhetischen, in dem die «Theoriefähigkeit» in Frage zu stellen ist, wo eine strenge Gesetzmäßigkeit unmöglich scheint, gelingt Kant mit der Kritik der Urteilskraft der Abschluss zu einem kritischen System aller ›Seelenvermögen‹, wie Kant zusammenfassend die Erkenntnisvermögen (Verstand, Vernunft und Urteilskraft), die Gefühlswelt und das Begehrungsvermögen nennt.

#### Das freie Spiel der Erkenntniskräfte
Kant erklärt diesen Zwischenstatus eines subjektiven Urteils mit Anspruch auf Allgemeingültigkeit durch ein „freies Spiel der Erkenntniskräfte“. Dieses Konzept beruht auf der Interaktion zweier grundlegender kognitiver Vermögen. Die Einbildungskraft fungiert als Vermögen der Synthesis, das die sinnlichen Eindrücke aufnimmt und zu Anschauungen ordnet. Sie ist im ästhetischen Urteil nicht bloß reproduktiv, sondern produktiv tätig. Der Verstand hingegen fungiert als Vermögen der Begriffe, das Regeln anwendet und Einheit stiftet. Er subsumiert normalerweise Anschauungen unter bestimmte Konzepte, zielt im ästhetischen Erleben jedoch nicht auf einen spezifischen Begriff ab, sondern tritt mit der Einbildungskraft in eine besondere Relation: Die Einbildungskraft liefert reichhaltige Anschauungen des Gegenstandes, während der Verstand diese in eine geordnete Form bringt, ohne sie jedoch unter einen bestimmten Begriff zu zwingen. Anders als beim gewöhnlichen Erkennen, wo der Verstand die Einbildungskraft durch Begriffe determiniert, bleibt hier das Verhältnis „frei“.
Der Gehalt des Schönen entzieht sich einer endgültigen begrifflichen Bestimmung, übersteigt also fortwährend die Bemühungen des Verstandes, es unter definitive Begriffe zu subsumieren. Dadurch setzt sich das freie Spiel kontinuierlich fort und erweist gerade in dieser Unerschöpflichkeit für die begriffliche Erfassung die besondere Zusammenstimmung der Erkenntniskräfte: Die Mannigfaltigkeit der Anschauungen, welche die Einbildungskraft liefert, fügt sich zwar in die Einheitsform des Verstandes, ohne jedoch jemals vollständig in einem Begriff aufzugehen.
Diese besondere Aktivität – eine „Belebung“ beider Erkenntnisvermögen – erzeugt ein Gefühl der Lust. Da diese kognitive Konstellation auf der allgemeinen menschlichen Erkenntnisstruktur basiert und nicht auf subjektiven Neigungen, beansprucht das ästhetische Urteil intersubjektive Mitteilbarkeit und Allgemeingültigkeit. Entscheidend ist dabei, dass die Lust nicht dem Urteil vorausgeht (wie beim bloß „Angenehmen“), sondern sich erst im Vollzug der reflektierenden Urteilskraft einstellt.
Dieses besondere Zusammenspiel deutet auf eine „Zweckmäßigkeit“ hin, die sich jedoch nicht mit einem objektiven Einzelzweck verbindet, sondern auf die Form von Zweckmäßigkeit überhaupt bezieht. Diese „Zweckmäßigkeit ohne Zweck“ unterscheidet das Schöne vom bloß Angenehmen, das nur subjektiv gefällt, und vom (moralisch) Guten, das einen bestimmten Zweck erfüllt, mit einem bestimmten Interesse an der Wirklichkeit einer (moralischen) Handlung verbunden ist.

#### Der Gemeinsinn als Grundlage intersubjektiver Beistimmung
Die subjektive Allgemeinheit, die unser ästhetisches Urteil voraussetzt, verweist auf eine notwendige Voraussetzung für die Mitteilbarkeit ästhetischer Erfahrungen: den Gemeinsinn (sensus communis). Dieser wird insofern nicht als empirisch feststellbare Tatsache eingeführt, sondern als Bedingung, ohne deren Ansetzung wir nicht unterstellen könnten, dass andere Menschen, sofern sie unparteiisch und ohne persönliches Interesse urteilen, zum selben ästhetischen Urteil gelangen würden. Kant unterscheidet diesen ›ästhetisch‹ genannten inter-subjektiven Sinn von einer intra-subjektiven, ›logischen‹ Kompetenz des Gemeinsinns als den gesunden Menschenverstand. Die Existenz eines Gemeinsinns ist, wie Kant sagt,  als «bloße idealische Norm» anzunehmen, damit eine Mitteilung über ästhetische – wie auch ethische – Urteile gelingen kann; denn der Gemeinsinn sei 

„auch zum gemeinen und gesunden Menschenverstand erforderlich [...], den man bei jedermann voraussetzen darf.“

Auch hieran ist bemerkenswert, dass Kant gegenüber Vorgängern, wie vor allem Shaftesbury, von dem er nachweislich beeinflusst war, die Deduktionsrichtung ganz im ›transzendentalen‹ Sinne umzukehren versucht und den „Sensus communis“ als Bedingung einer möglichen allgemeinen «Gefühlsstimmung» annimmt, damit das private Geschmacksurteil Gültigkeit hat.

#### Das Schöne und das Erhabene
Das Kriterium für die Schönheit eines Gegenstands der Natur liegt entsprechend nicht eigentlich in diesem, sondern in der Vernunft: Diese nämlich urteile nach einer «Normalidee», einem «Richtmaß» oder qualitativen Mittelwert aus exemplarischen Elementen, die ein «Musterbild» von dem Gegenstand hinsichtlich der Zweckmäßigkeit ausmachen. Hier findet die Ästhetik von Symmetrien, von einfachen Linien in der Malerei, aber auch von beabsichtigten, phantasieanregenden ‹Regelwidrigkeiten› ihren Platz. Einzelne Gegenstände wie schöne Blumen, Gärten, Augen usw. sind daher stets nur exemplarisch beurteilbar werden. Ein absolutes «Ideal der Schönheit» sei dagegen nicht gegeben. Vielmehr liege dieses in der Beurteilung nach der «Vernunftidee, welche die Zwecke der Menschheit [...] zum Prinzip der Beurteilung seiner Gestalt macht». Allein der Mensch kann demnach dieses Ideal der Schönheit erfüllen, da nur der Mensch

„den Zweck seiner Existenz in sich selbst hat, [...] der sich durch Vernunft seine Zwecke selbst bestimmen, [...] zusammenhalten und die Zusammenstimmung mit jenen alsdann auch ästhetisch beurteilen kann.“

Während das Schöne auf die Zusammenstimmung der Vernunftvermögen verweist und ein Gefühl der Lust erzeugt, führt das Erhabene umgekehrt zu einem Widerstreit unserer Vermögen angesichts überwältigender Größe (mathematisch Erhabenes) oder übermächtiger Kraft (dynamisch Erhabenes).

#### Das teleologische Urteil und die Zweckmäßigkeit der Natur
Im zweiten Teil der KdU untersucht Kant, warum wir bestimmte Naturphänomene (besonders Lebewesen) so betrachten, als wären sie zweckmäßig organisiert: Ein Organismus erscheint uns als ein System, in dem jeder Teil sowohl Mittel als auch Zweck ist. Ein Baum etwa erzeugt selbst wieder neue Bäume und erhält sich selbst – er ist „Ursache und Wirkung von sich selbst“. Dies lässt sich mit rein mechanistischen Prinzipien nicht erklären. Kant betont, dass die teleologische Beurteilung keine objektive Eigenschaft der Natur voraussetzt, sondern ein regulatives Prinzip darstellt, ohne dessen Ansetzung wir Natur letztlich nicht begreifen könnten.

„Es ist nämlich ganz gewiß, daß wir die organisierten Wesen und deren innere Möglichkeit nach bloß mechanischen Prinzipien der Natur nicht einmal zureichend kennen lernen, viel weniger uns erklären können; und zwar so gewiß, daß man dreist sagen kann, es ist für Menschen ungereimt, auch nur einen solchen Anschlag zu fassen, oder zu hoffen, daß noch etwa dereinst ein Newton aufstehen könne, der auch nur die Erzeugung eines Grashalms nach Naturgesetzen, die keine Absicht geordnet hat, begreiflich machen werde; sondern man muß diese Einsicht den Menschen schlechterdings absprechen.“

Dies notwendige Voraussetzung einer Zweckmäßigkeit darf deswegen auch nicht als naturphilosophischer Gottesbeweis herhalten, denn damit würde der regulative in einen objektiven Status verkehrt:

„Wenn man also für die Naturwissenschaft und in ihren Kontext den Begriff von Gott hereinbringt, um sich die Zweckmäßigkeit in der Natur erklärlich zu machen, und hernach diese Zweckmäßigkeit wiederum braucht, um zu beweisen, dass ein Gott sei: so ist in keiner von beiden Wissenschaften innerer Bestand [...].“

Allerdings lasse sich eine Entsprechung ausmachen zwischen letzten Zwecken der Vernunft und Zweckmäßigkeiten in der Natur, und damit letztlich die Möglichkeit der Verwirklichung von Glückseligkeit in einer „moralischen Welt“, die von den Gesetze der Freiheit vollumfänglich bestimmt ist.
Diese Entsprechung ist nur denkbar durch eine «verständige Ursache», und das ist die Idee Gottes. Der Status der Idee Gottes bleibt aber wiederum der einer regulativen Idee, nach der sich die Vernunft organisiert, ohne aber einen synthetischen Satzkanon a priori ausmachen zu können.

#### Der Mensch als letzter Zweck der Natur und die Kultur
Im Rahmen der teleologischen Betrachtung fragt Kant nach dem „letzten Zweck der Natur“ und identifiziert diesen mit dem Menschen – nicht als Naturwesen, sondern als moralisches Wesen mit der Fähigkeit zur Freiheit. Der Mensch ist das einzige Wesen, das

„sich selbst überhaupt Zwecke zu setzen und (unabhängig von der Natur in seiner Zweckbestimmung) die Natur den Maximen seiner freien Zwecke überhaupt angemessen als Mittel zu gebrauchen.“

Als Mittel zur Verwirklichung der moralischen Bestimmung des Menschen dient die Kultur:

„Also kann nur die Kultur der letzte Zweck sein, den man der Natur in Ansehung der Menschengattung beizulegen Ursache hat (nicht seine eigene Glückseligkeit auf Erden, oder wohl gar bloß das vornehmste Werkzeug zu sein [sic, i.S.v: „wenn es auch das vornehmste Werkzeug zu sein scheint“], Ordnung und Einhelligkeit in der vernunftlosen Natur außer ihm zu stiften).“

Die Kultivierung einer Gesellschaft erfordert daher in ‹nothwendigen Stücken› Wissenschaft und Kunst, was Kant mit der Idee einer bürgerlichen Gesellschaft verbindet. Sie zeichne sich durch gesetzmäßige «Verfassung im Verhältnisse der Menschen unter einander» aus. Hierin habe ‹Vernunft allein Gewalt› und bereite Hoffnung auf die ‹größte Entwicklung› des Menschen.

### Werke zur Anthropologie
Neben den drei für die „transzendentale Wende“ bezeichnenden Fragen widmete sich Kant knapp vierzig Jahre lang noch einer vierten: „Was ist der Mensch?“ Bei den Schriften dazu handelt es sich jedoch nicht um solche der Philosophischen Anthropologie, wie sie im 20. Jahrhundert ausgearbeitet wurde, vielmehr fallen sie in die Wissenschaftsbereiche von Psychologie, Ethnologie, Völkerkunde, Kulturanthropologie und Historische Anthropologie. Diese Arbeiten haben im transzendentalphilosophischen Werk zwar keinen unmittelbaren Niederschlag gefunden, bilden aber einen wesentlichen Hintergrund für Kants Denken. Von der Kant-Forschung dennoch lange Zeit als nebensächlich gewertet, wurde erst im letzten Viertel des vergangenen Jahrhunderts durch wegweisende Studien damit begonnen, dieses Themenfeld exegetisch angemessen zu erschließen.

#### Frühe Schriften
Kants frühe Publikationen auf diesen Gebieten waren Beobachtungen über das Gefühl des Schönen und Erhabenen (1764), Über die Krankheit des Kopfes (1764), Von den verschiedenen Rassen der Menschen (1775) und Bestimmung des Begriffs einer Menschenrasse (1785). Hinzuzuzählen sind auch die Schrift Mutmaßlicher Anfang der Menschengeschichte (1786) und Teile der religionsphilosophischen Arbeiten. Das Spätwerk Anthropologie in pragmatischer Hinsicht (1798) kann teils als ein Resümee dieser Arbeiten angesehen werden und beruht vor allem auf der letzten Anthropologievorlesung im Wintersemester 1795/96. Kants Interesse dabei galt nicht der physiologischen Anthropologie, also dem, „was die Natur aus dem Menschen macht“, sondern der Frage, „was er als freihandelndes Wesen aus sich selber macht, oder machen kann und soll.“

#### Anthropologische Vorlesungen
Die Vorlesungen zur Anthropologie als einem neuen Fach der Universität, nachdem Kant dort schon 1755 die Physische Geographie eingeführt hatte, begannen im Wintersemester 1772/73 und wurden im Verlauf der knapp zwei Jahrzehnte 24 Mal gehalten. Da Kant stets in freier Rede dozierte und sich nur auf Notizen stützte, ist der genaue Text nicht mehr bekannt, doch auf der Grundlage der Entwürfe und einiger erhaltener Nachschriften seiner Studenten (darunter Johann Gottfried Herder) wurde 1992 eine Rekonstruktion in die Neue Edition der Akademie-Ausgabe aufgenommen.
Kant betrachtete die Vorlesungen zum Thema „Was ist der Mensch?“ – zu denen auch die über Pädagogik zu rechnen ist – als Propädeutik für den Übergang der Universität zu einer Institution der Vermittlung der Weltweisheit, die mehr die allgemeine Menschenkenntnis zum Inhalt hatte, als eine Methodik der Gründe dafür. Auch sollten die Vorlesungen unterhaltsam und nie trocken sein. Neben einschlägigen philosophischen Werken (Montesquieu, Hume) verarbeitete Kant vor allem aktuelle Literatur und Reiseberichte, entwickelte also seine Vorstellungen anhand der Berichte Dritter, um, verbunden mit eigenen Beobachtungen und Reflexionen, ein möglichst umfassendes Menschenbild zu zeichnen.

#### Die Thematik der Rassen
In den kurzen Abhandlungen Von den verschiedenen Rassen der Menschen (im Original knapp 20 Seiten) und Bestimmung des Begriffs einer Menschenrasse (knapp 30 Seiten) werden grundsätzlich vergleichbare Gedanken dargelegt, nämlich, dass „alle Menschen auf der weiten Welt zu einer und derselben Naturgattung“ und „vermutlich zu einem Stamme“ gehören, es aber verschiedene Rassen gebe, was wesentlich mit der unterschiedlichen Hautfarbe begründet wird. Immanuel Kant: AA II, 149–430
In beiden Schriften ist von deren vier die Rede, die sich „in Verbindung mit den Naturursachen ihrer Entstehung“ – gemeint sind die zuvor dargelegten klimatischen Bedingungen – „unter folgenden Abriß bringen lassen“, woraufhin, als sogenannte „Stammgattung“, zunächst „Weiße von brünetter Farbe“, dann, als erste, zweite, dritte und vierte Rasse, „Hochblonde“, „Kupferrote“, „Schwarze“ und „Olivgelbe“ genannt werden.Immanuel Kant: AA IV, 441 Auch in der zweiten Schrift heißt es: „Man kann in Ansehung der Hautfarbe vier Klassenunterschiede der Menschen annehmen“,Immanuel Kant: AA VIII, 93 und es wird erneut bekräftigt: „Die Klasse der Weißen ist nicht als besondere Art in der Menschengattung von der der schwarzen unterschieden; und es giebt gar keine verschiedene Arten von Menschen. Dadurch würde die Einheit des Stammes, woraus sie hätten entspringen können, abgeleugnet; wozu man, wie aus der unausbleiblichen Anerbung ihrer klassischen Charaktere bewiesen worden, keinen Grund, vielmehr einen sehr wichtigen zum Gegentheil hat.“ Immanuel Kant: AA VIII, 99–100.
Die Zuordnung aller Menschen zu nur einer Gattung, einer Art und einem Stamm ist der Deutung eines (pseudo)biologistischen Rassismus, der vereinzelt erhoben wurde, entgegenzuhalten, wobei die Notwendigkeit der Exegese des davon abzugrenzenden Begriffes der Klasse von Menschen hervortritt. Schon in seiner Replik auf die Einwände von Georg Forster im Herbst 1786 weist Kant auf die spezielle Bedeutung hin, in der er den Begriff verstanden wissen will: „Was ist eine Rasse? Das Wort steht gar nicht in einem System der Naturbeschreibung, vermutlich ist also auch das Ding selber überall nicht in der Natur. […] Der Charakter der Rasse kann also hinreichen, um Geschöpfe darnach zu klassifizieren, aber nicht, um eine besondere Species daraus zu machen, weil diese auch eine absonderliche Abstammung bedeuten könnte, welche wir unter dem Namen einer Rasse nicht verstanden wissen wollen.“ Kant legt dar, er wolle die Rasse als progenies classifica, und diese Klasse „nicht in der ausgedehnten Bedeutung“, sondern „zur Einteilung in ganz anderer Absicht“ nehmen.Immanuel Kant: AA VIII, 163
Zu einer angemessenen Erschließung der oben genannten Frage sind auch die im ethischen Werk paragraphierten Grundsätze heranzuziehen, etwa jener, dass für alle Menschen dasselbe Weltbürgerrecht (ius cosmopoliticum) gilt, da auch zum Schluss der Anthropologie darauf hingewiesen wird. Allerdings sind viele der empirischen Aussagen Kants zur Völkerkunde aus heutiger Sicht unhaltbar und von der nur mittelbaren Kenntnis der Sujets gekennzeichnet, die allzu oft eurozentrische Darstellungen der Kulturen der Welt übernimmt, sie simplifiziert und bereitwillig den jeweiligen Völkern als Charakteristika zuschreibt. So wird die im vierten Abschnitt der Beobachtungen über das Gefühl des Schönen und Erhabenen und in der Schrift Über den Gebrauch teleologischer Prinzipien in der Philosophie (1788) enthaltene Bewertung wesentlich durch das Merkmal kultureller Zeugnisse begründet, zum Nachteil afrikanischer und amerikanischer Völker, und gerade auf diesem Gebiet kann Kant nicht nur im Vergleich mit dem heutigen Wissensstand der Afrikanologie und Amerikanologie mangelnde Kenntnis kaum abgesprochen werden. In der Tradition der aus der Antike stammenden und im 18. Jahrhundert stark verbreiteten „Klimatheorie“ sah Kant die geographischen und klimatischen Bedingungen als Ursache an, da schwer ein „anderer Grund angegeben werden kann, warum diese Race, zu schwach für schwere Arbeit, zu gleichgültig für emsige und unfähig zu aller Cultur, wozu sich doch in der Naheit Beispiel und Aufmunterung genug findet, noch tief unter dem Neger selbst steht, welcher doch die niedrigste unter allen übrigen Stufen einnimmt, die wir als Racenverschiedenheiten genannt haben.“Immanuel Kant: AA VIII, 176

#### DieAnthropologie in pragmatischer Hinsicht
Obwohl Kant die Anthropologie in pragmatischer Hinsicht als das Handbuch zu seinen entsprechenden Vorlesungen bezeichnet, ist die Einteilung von Menschen in Klassen darin nicht mehr zu finden. Da sie keine methodischen Parallelen hat, wird die zitierte Sicht in Kants Werk gewöhnlich somit nur als Beleg einer – allerdings auch für seine Zeit rückständigen – kulturphilosophischen Überheblichkeit bewertet.
Der Zusatz der „pragmatischen Hinsicht“ im Titel der Anthropologie erscheint in der Forschung als ebenso programmatisch wie uneindeutig. In den aus den 1770er Jahren stammenden Entwürfen der Anthropologie-Vorlesungen heißt es dunkel: „Pragmatisch ist die Erkentnis, von der sich ein allgemeiner Gebrauch in der Gesellschaft machen läßt.“ Und in jenen aus den 1780er Jahren: „Die pragmatische Anthropologie soll nicht psychologie seyn […] auch nicht physiologie des Artztes [sic], um das Gedachtnis aus dem Gehirn zu erklären, sondern Menschenkentnis [sic].“ Die vage Definition einer pragmatischen Anthropologie, in der diese nur in Abgrenzung zu physischen und spekulativen Wissenschaften bestimmt wird, trägt zur Schwierigkeit bei, das Werk methodisch einzuordnen. Naheliegend ist zwar die Assoziation mit dem Begriff aus der kantischen Ethik, sie wird in dem bislang einzigen Standardkommentar aber in Zweifel gezogen: „Es ist jedoch unwahrscheinlich, daß Kant sich vom Wortgebrauch in der Moral anregen ließ, seine Anthropologie als pragmatisch zu bezeichnen.“
Nach langer Vernachlässigung des Themas wurde in der Kant-Forschung zunächst der gegenteilige Weg eingeschlagen, die gesamte kritische Philosophie als Anthropologie zu deuten, was aber doch als zu kühn erschien, um sich durchzusetzen. Auch die Interpretation, die von Kant marginal erwähnte „Transzendentale Anthropologie“ in diesem Alterswerk verwirklicht zu sehen und ihm „dadurch eine systematische Stelle in der Transzendentalphilosophie zu verschaffen“, wurde durch den einer solchen Sicht kaum entsprechenden Inhalt als zum Scheitern verurteilt zurückgewiesen.
Zum Inhalt: Der erste Teil, die Anthropologische Didaktik, befasst sich mit dem Erkenntnisvermögen (erstes Buch), der Lust und Unlust (zweites Buch) und dem Begehrungsvermögen (drittes Buch). Darin werden zwar grundlegende Konzeptionen des transzendentalen Gedankens wiederholt, doch nur zusammenfassend und eher beiläufig. Vielmehr benutzt Kant die Möglichkeit, jenseits der strengen methodischen Systematik auf allgemein menschliche Themen einzugehen, etwa auf die Ohnmacht, den Rausch, die Wahrsagerei, aber auch auf das Prinzip der Assoziation oder auf das Bezeichnungsvermögen (facultas signatrix), dessen Mangel in der kritischen Philosophie später hervorgehoben wurde (erstmals von Johann Georg Hamann). Deutlich ist der erwähnte lockere Stil, der eine Idee von der oft überlieferten Gabe gibt, mit der Kant Tischgesellschaften unterhielt und der anekdotisch genannt werden kann. Zur Zahlenmystik und ihrer Macht auf das Denken: „So soll der Kaiser von China eine Flotte von 9999 Schiffen haben, und man frägt sich bei dieser Zahl ingeheim: warum nicht noch eins mehr? obgleich die Antwort sein könnte: weil diese Zahl Schiffe zu seinem Gebrauch hinreichend ist.“
Im zweiten Teil, der Anthropologischen Charakteristik, werden Charaktereigenschaften behandelt und die Frage, wie der Mensch sie entwickeln kann. Dabei thematisiert Kant die Person, die Geschlechterunterschiede, die Völker, reduziert die Betrachtung zu Rassen diesmal auf nur eine Seite und widmet sich der Gattung der Menschen insgesamt. In kurzen und dem Stil nach eher feuilletonistischen, von Kant selbst so genannten „Portraits“ werden Franzosen, Engländern, Spaniern, Italienern und Deutschen typische Nationalitätenmerkmale zugewiesen. Weitere Themen sind die traditionelle Lehre von den Temperamenten, die Frage der Veranlagung von Eigenschaften (Vererbung) und der „Denkungsart“. Frauen sah Kant als gefühlsbetont und geschmacksorientiert und weniger rational als Männer.
Zum Schluss vergleicht Kant die Menschen mit Bienen, da beide in organisierten Gemeinschaften leben, beendet den Vergleich aber mit dem Hinweis auf die Verbindung von Freiheit und Gesetz, die die menschliche Gattung auszeichne und einen dritten Faktor brauche, nämlich die Gewalt (im Sinne der Exekutive). Da Freiheit und Gesetz ohne eine solche Gewalt bloß Anarchie ergebe, sei dieser dritte Faktor also nötig, um bürgerliche Verfassungen zu begründen. Diese sollten von der regulativen Idee einer „weltbürgerlichen Gesellschaft“ (cosmopolitismus) geleitet sein.
In diesem Werk attestiert Kant, obwohl er auch jüdische Freunde hatte, Juden einen „Wuchergeist“ und spricht von ihnen als einer „Nation von Kaufleuten“, die in den „nicht unbegründeten Ruf des Betruges“ gekommen seien.
Über die Bedeutung der anthropologischen Schriften im Vergleich mit dem methodischen kritischen Werk zu entscheiden, muss künftigen Studien überlassen bleiben, doch es kann festgehalten werden, dass zu viele Betrachtungen darin ins Oberflächliche geraten und zweifelhaft sind und somit dazu beigetragen haben werden, dass dem Unternehmen, die Universität zur Institution der anwendbaren Menschenkenntnis zu erheben, kein greifbarer Erfolg beschieden war.

### „Opus postumum“
Unabgeschlossen ist Kants Versuch geblieben, nach der Transzendentalphilosophie auch die Naturphilosophie weiter auszubauen. Ab 1790, noch während der Arbeit an der Metaphysik der Sitten, beginnt Kant die Arbeit an einem „Übergang von den metaphysischen Anfangsgründen zur Physik“. Die Arbeit an diesem Werk beschäftigt ihn bis zu seinem Tod 1804. Die Manuskripte aus dieser Zeit wurden in einem „Opus postumum“ zusammengefasst und sind erst seit 1935 leicht öffentlich zugänglich. Diese Manuskripte zeigen, dass Kant auch in hohem Alter noch bereit und in der Lage war, die kritische Philosophie umzugestalten.
Notwendigkeit sinnlicher Erfahrung
Ausgehend vom Problem, spezifische regulative Forschungsmaximen der Naturwissenschaft – insbesondere Physik, Chemie und Biologie – zu rechtfertigen, sieht sich Kant zuerst gezwungen, die Rolle der Sinne des menschlichen Körpers in der Erkenntnis genauer zu untersuchen.

„Vom leeren Raum kann es keine Erfahrung, auch keinen Schlus auf das Object derselben geben. Von der Existenz einer Materie belehrt zu seyn dazu bedarf ich Einflus einer Materie auf meine Sinne.“

Unendlicher Äther oder Wärmestoff
Einen wesentlichen Teil der Entwürfe des „Opus postumum“ nimmt der Beweis eines Äthers ein, den Kant – wie bereits rund vier Jahrzehnte davor (1755) in seiner Magisterdissertation mit dem Titel „De Igne“ – auch Wärmestoff nennt.

„Es ist eine im Gantzen Weltraum als ein Continuum verbreitete alle Körper gleichförmig durchdringend erfüllende (mithin keiner Ortveränderung unterworfene) Materie welche man mag sie nun Aether oder Wärmestoff etc. nennen kein hypothetischer Stoff ist (um gewisse Phänomene zu erklären und zu gegebenen Wirkungen sich Ursachen mehr oder weniger scheinbar auszudenken) sondern als zum Ubergange von den metaphysischen Anfangsgründe der Naturwissenschaften zur Physik nothwendig gehörendes Stück a priori anerkannt und postulirt werden kann.“

Unvollendetes „Hauptwerk“
Die Problematik dieser Untersuchungen – welche Kant in privatem Kreis als sein „Hauptwerk“ oder „chef d’œuvre“ bezeichnet – verschiebt sich aber im Laufe der Entwürfe auf immer abstraktere Ebenen, sodass Kant um 1800 auf eine systematische Ebene zurückkehrt, die der Kritik der reinen Vernunft entspricht, wenn auch nicht unbedingt ihrer (aufgrund des Zustands des Manuskripts nur schwer erkennbaren) Problemstellung. Kant entwickelt eine „Selbstsetzungslehre“, die er dann schließlich auch auf die praktische Vernunft ausweitet, und endigt mit Entwürfen zu einem neukonzipierten „System der Transzendentalphilosophie“, das er aber nicht mehr ausarbeiten kann.

## Rezeption

### Zu Lebzeiten
Kant galt schon zu Lebzeiten als herausragender Philosoph, so dass bereits in den 90er Jahren des 18. Jahrhunderts ein regelrechter Kantianismus entstand. Als Wegbereiter hervorzuheben sind Johann Schulz, Carl Leonhard Reinhold und auch Friedrich Schiller. Schnell kam es auch zu kritischen Stellungnahmen von rationalistischen Vertretern der Aufklärung. So nannte Moses Mendelssohn Kant einen, der alles zermalmt, oder Johann August Eberhard gründete gar eine eigene Zeitschrift, in der er seine Kritik publizierte, auf die Kant explizit in der Schrift Über eine Entdeckung, nach der alle neue Kritik der reinen Vernunft durch eine ältere entbehrlich gemacht werden soll einging.
Von größerer Bedeutung war die Kritik von Johann Georg Hamann und Johann Gottfried Herder, die Kant vorhielten, die Sprache als originäre Erkenntnisquelle vernachlässigt zu haben. Herder wies zudem darauf hin, dass der Mensch bereits im Zuge der Wahrnehmung „metaschematisiert“, was bereits Einsichten der Gestaltpsychologie vorwegnahm. Ein weiterer grundlegender Ansatz der Kritik kam von Friedrich Heinrich Jacobi, der sich an der Trennung der zwei Erkenntnisstämme stieß und deshalb „das Ding an sich“ verwarf.

### Deutscher Idealismus
Eine zweite Phase der Auseinandersetzung ging vom deutschen Idealismus und hier zunächst vom Kant-Schüler Johann Gottlieb Fichte aus, der ebenfalls die Anschauung als Erkenntnisquelle ablehnte und so zu seinem subjektiven Idealismus kam. Die negative Reaktion Kants kommentierte er abfällig. Ebenso wollten Friedrich Wilhelm Joseph Schelling und Georg Wilhelm Friedrich Hegel Kant durch ihre absoluten Systeme überwinden und vollenden. Mit dem Tod Hegels kam es zu einem abrupten Ende des Idealismus, nicht aber in Hinblick auf dessen Weiterverarbeitung. Arthur Schopenhauer betrachtete sich selbst als wichtigsten Schüler Kants. Er verabscheute die Konkurrenz von Hegel und dessen Schule und übernahm Kants Erkenntnistheorie in seinem Hauptwerk Die Welt als Wille und Vorstellung, identifizierte jedoch „das Ding an sich“ mit dem „Willen“. Max Stirners und Friedrich Nietzsches Reaktionen sind sowohl auf Hegel, dessen Absolutismus sie verwarfen, als auch auf Kant selbst negativ, weil sie einen Ausweg aus der desillusionierenden Erkenntnis der begrenzten Möglichkeiten menschlichen Handelns suchten („Endlichkeit des Menschen“), ohne Halt bei einem fassbaren Gott, ja sogar ohne die Gewissheit der Freiheit.
Das Schriftencorpus der weiterführenden philosophischen, kritischen und polemischen Kant-Literatur zwischen 1775 und 1845 wurde in der Publikationsreihe Aetas Kantiana zusammengestellt.

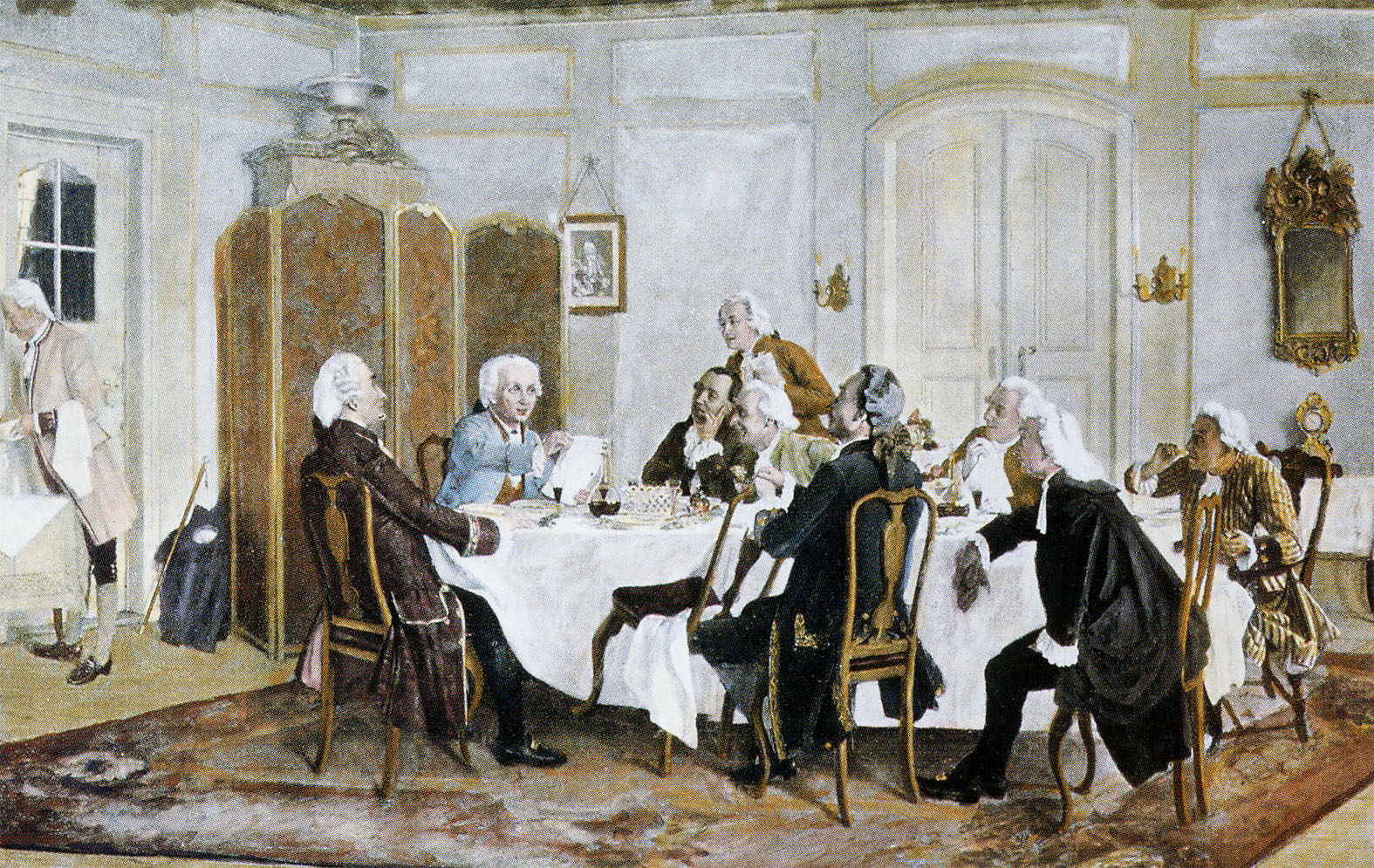
Kant und seine Tischgenossen, Gemälde von Emil Doerstling (1892/1893)

### Fries'sche Schule und Neukantianismus
Ein dritter Weg der Rezeption begann bei Jakob Friedrich Fries, Johann Friedrich Herbart und Hermann von Helmholtz, die Kant unter wissenschaftlichen – insbesondere psychologischen – Gesichtspunkten rezipierten. Mit Otto Liebmann begann der Neukantianismus in der 2. Hälfte des 19. Jahrhunderts seine Wirkung zu entfalten, die die Diskussion bis in die Zeit des Ersten Weltkrieges dominieren sollte. Die Hauptvertreter in der Marburger Schule waren Hermann Cohen und Paul Natorp mit einem stark wissenschaftsorientierten Ansatz sowie in der Badischen Schule Heinrich Rickert und Wilhelm Windelband mit wertphilosophischen und historischen Schwerpunkten. Allen gemeinsam ist die Kritik des zentralen Begriffs a priori, den sie als metaphysisches Element bei Kant ansahen. Ihre Position war in vielem dem Idealismus zumindest eng verwandt. Anders war dies im Kritizismus von Alois Riehl und dessen Schüler Richard Hönigswald, der sich eng an Kant anlehnte und lediglich um eine Fortschreibung unter Berücksichtigung der Einsichten der modernen Wissenschaften bemüht war. Eigenständige Wege gingen Hans Vaihinger mit der Philosophie des „Als Ob“ sowie die ehemaligen Marburger Nicolai Hartmann mit einer Ontologie des kritischen Realismus und Ernst Cassirer mit der Philosophie der symbolischen Formen. Letzterer zeigte unter anderem, dass auch moderne mathematische und naturwissenschaftliche Theorien wie die Relativitätstheorie mit dem Kritizismus in Einklang gebracht werden können.

### 20. Jahrhundert
Im 20. Jahrhundert findet man keine Kant-Schulen mehr, aber dennoch ist (fast) jede Philosophie eine Auseinandersetzung oder ein Dialog mit Kant. Dies reicht von Charles Sanders Peirce über Georg Simmel, Edmund Husserl, Karl Jaspers, Max Scheler, Martin Heidegger, Ernst Bloch bis Theodor W. Adorno und Karl Popper ebenso wie in der analytischen Philosophie zu Peter Strawson mit einem viel beachteten Kommentar zur Kritik der reinen Vernunft und John McDowells Wiederaufnahme kantianischer Denkmotive in seinem Werk Geist und Welt. Der Erlanger Konstruktivismus lehnt sich eng an Kant an. Auch bei Karl-Otto Apels Ansatz zur Transformation der Transzendentalphilosophie oder bei Carl Friedrich von Weizsäcker macht Kant einen wesentlichen Bezugspunkt aus. Lyotard bezieht sich in seiner Ästhetik auf Kants Begriff des Erhabenen.
In der 2. Hälfte des Jahrhunderts bildete sich immer mehr eine Gruppe von Philosophen heraus, die ihre philosophischen Positionen wieder unmittelbar im Sinne kritischer Rationalität an Kant anknüpften, wie Helmut Holzhey, Dieter Henrich, Gerold Prauss, Norbert Hinske, Herbert Schnädelbach, Reinhard Brandt oder Otfried Höffe. Auch in den USA gibt es entsprechende Vertreter wie Paul Guyer, Henry E. Allison und Christine Korsgaard. Hervorzuheben ist die Wiederbelebung der deontologischen Ethik, die durch John Rawls’ A Theory of Justice einen erheblichen Impuls erhielt. Sie ist auch Grundlage der von Apel und Jürgen Habermas entwickelten Diskursethik sowie der Diskurstheorie des Rechts von Robert Alexy. Aber auch in der Ästhetik und in der Religionsphilosophie finden intensive Diskurse mit und über Kant statt. Für die Brüder Gernot und Hartmut Böhme steht Kants Erkenntnistheorie für einen problematischen Weltzugang, für die Idealisierung einer autonomen Vernunft, die sich von Natur wie vom eigenen Leib und Empfinden zunehmend entfremdet. In ihrem Buch „Das Andere der Vernunft“ versuchen die Autoren die Kosten dieser Selbstbeherrschungsstrategie sichtbar werden zu lassen und die Verlustseite zum Sprechen zu bringen.
Das Kant-Studium des chinesischen Philosophen und Übersetzers Mou Zongsan (1909–1995) wird als ein sehr entscheidender Faktor für die Entwicklung von Mous Philosophie, dem Neukonfuzianismus, genannt. Mou gilt als der einflussreichste Kant-Gelehrte in China, und seine rigorose Kritik an Kants Philosophie – er übersetzte alle drei Kritiken Kants – diente als leidenschaftlicher Versuch, die chinesische und die westliche Philosophie miteinander zu versöhnen, während der Druck zur Verwestlichung in China zunahm.

### Gegenwart

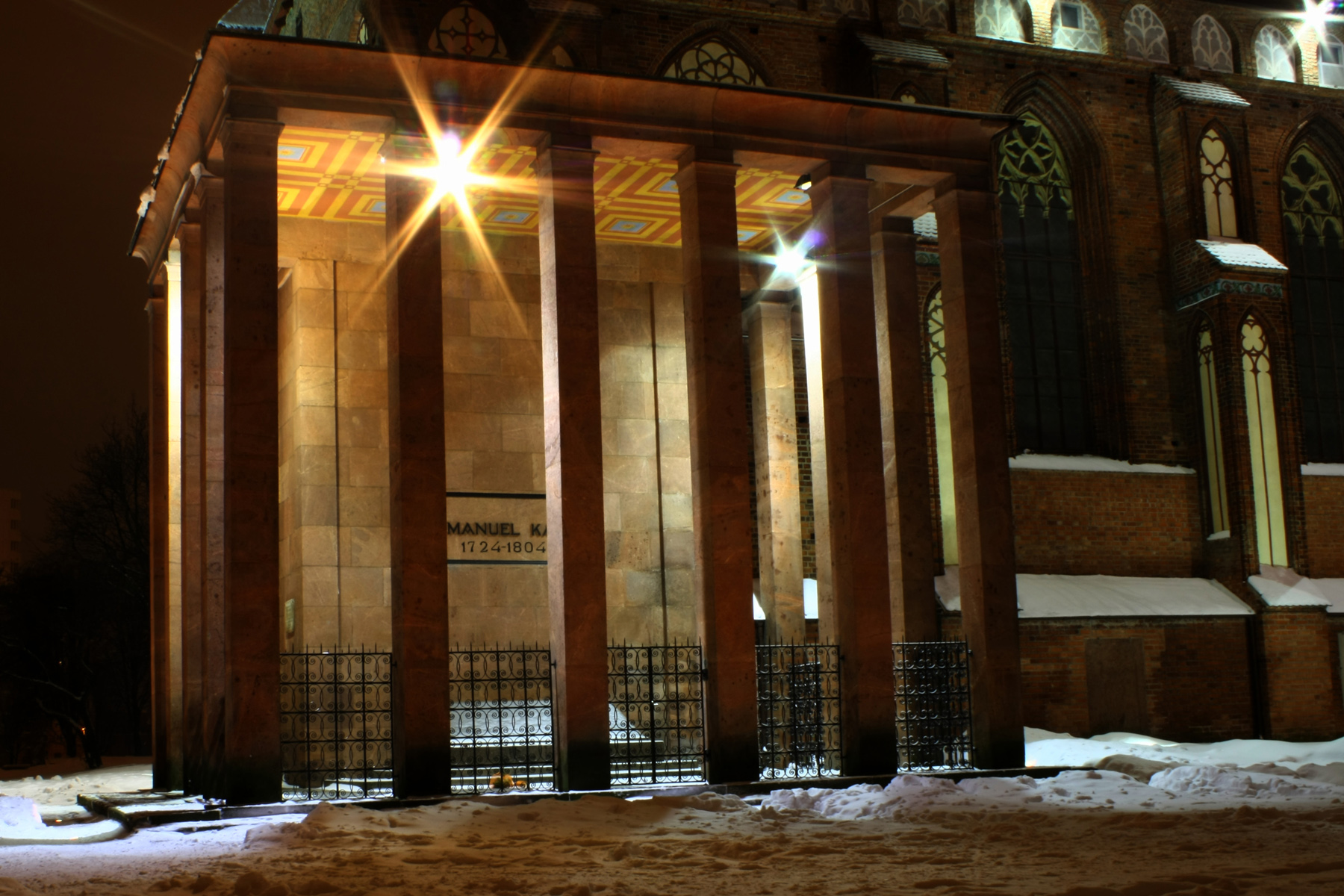
Säulenhalle mit Kenotaph am Königsberger Dom (seit 1924)

Kant ist auch in der Gegenwart der am meisten rezipierte Philosoph. Dies zeigt sich an weit mehr als 1000 Monografien und Aufsatzsammlungen, die in seinem 200. Todesjahr 2004 erschienen, wie auch an 1100 Teilnehmern am Kongress „Kant und die Berliner Aufklärung“ im Jahr 2000 (IX. Internationaler Kant-Kongress in Berlin). Es gibt die 1896 von Hans Vaihinger begründeten Kant-Studien mit jährlich um die 25 Abhandlungen als Forum der 1904 im 100. Todesjahr gegründeten Kant-Gesellschaft in Halle/Saale, die Kant-Forschungsstelle an der Universität Mainz, das Bonner Kant-Korpus zur elektronischen Veröffentlichung von Kants Schriften sowie das Marburger Kant-Archiv, das die Komplettierung der Akademie-Ausgabe an die Berlin-Brandenburgische Akademie der Wissenschaften übergeben hat. Die Akademie-Ausgabe wurde 2022 abgeschlossen.

## Ehrungen
Kant zu Ehren wurden vor allem im 19. und zu Beginn des 20. Jahrhunderts zahlreiche Straßen benannt und Denkmäler errichtet. Eine Auswahl:
Büsten und Standbilder
- Im Berliner Bode-Museum befindet sich eine 1798 von Emanuel Bardou geschaffene Marmorbüste Kants.
- Der Berliner Bildhauer Carl Friedrich Hagemann schuf 1801 zwei Marmorbüsten des berühmten Philosophen. Eine Büste steht in der Hamburger Kunsthalle, die andere gelangte in die Königsberger Universität. Ob sie erhalten ist, ist fraglich.
- In der Walhalla bei Regensburg, einem vom damaligen Bayerischen König Ludwig I. 1842 eingeweihten klassizistischen „Ruhmestempel“, befindet sich an prominenter Stelle eine von Johann Gottfried Schadow geschaffene Büste Kants.
- Auf dem Reiterstandbild Friedrichs des Großen in Berlin (Unter den Linden) gehört Kant zu 74 dargestellten Zeitgenossen Friedrichs des Großen. Das Denkmal wurde von Christian Daniel Rauch entworfen und nach mehrjähriger Bauzeit am 31. Mai 1851 enthüllt.
- Das am 18. Oktober 1864 in Königsberg enthüllte und 1945 zur Sowjetzeit beseitigte Standbild des Philosophen Immanuel Kant entstand ebenfalls nach einem Entwurf von Christian Daniel Rauch. Auf Initiative von Marion Gräfin Dönhoff wurde es nachgegossen und 1992 im nun russischen Kaliningrad wieder aufgestellt.
- Nebenbüste in der Denkmalgruppe 29 der ehemaligen Berliner Siegesallee zum zentralen Standbild für König Friedrich Wilhelm II. Bildhauer Adolf Brütt, enthüllt am 22. März 1900. Die Büste ist, allerdings ohne Kopf, erhalten und ruht zusammen mit weiteren Siegesalleefiguren seit Mai 2009 in der Zitadelle Spandau.

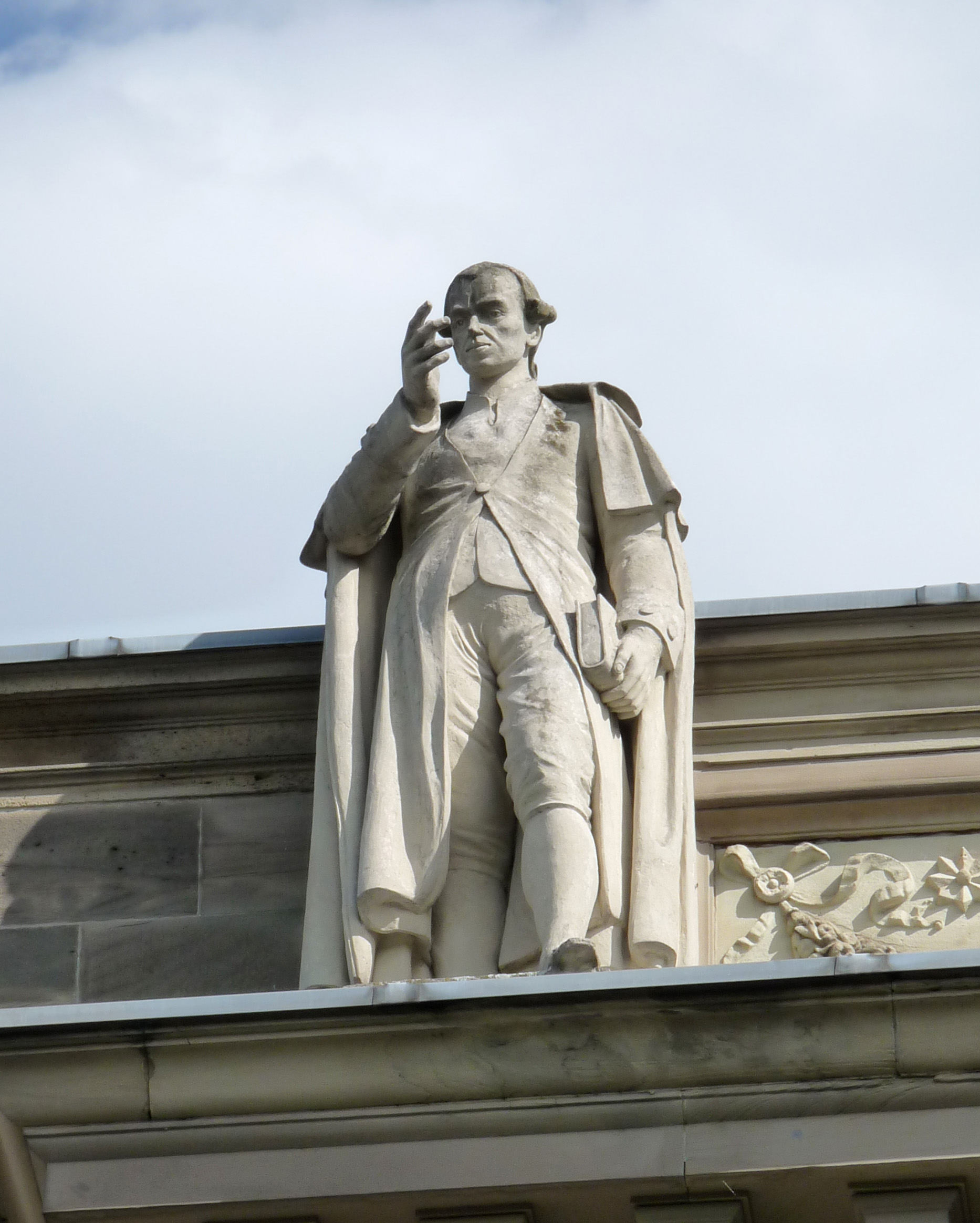
Kant auf der Attika des Allgemeinen Kollegiengebäudes der Universität Straßburg

- Der Dresdener Bildhauer Johannes Schilling schuf für die Attika des Allgemeinen Kollegiengebäudes der Universität Straßburg ein Standbild des Gelehrten.

Gedenktafel
Am 12. Februar 1904 – dem 100. Todestag Kants – wurde am damaligen Königsberger Schloss eine in Bronze ausgeführte Gedenktafel der Öffentlichkeit übergeben (Entwurf: Friedrich Lahrs). Sie enthielt einen zentralen Satz aus dem „Beschluss“ der Kritik der praktischen Vernunft:

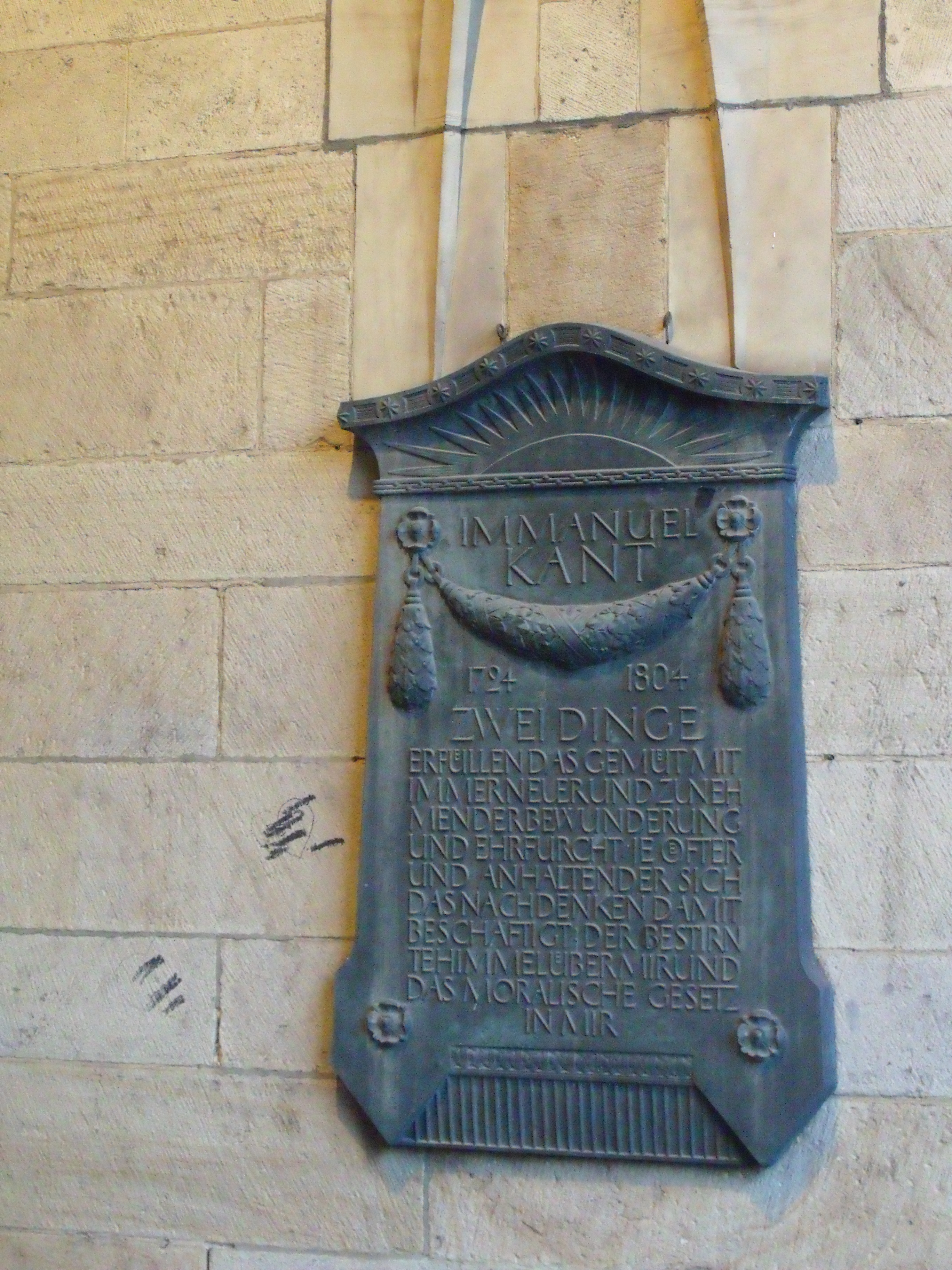
Tafel im Rathausgang Duisburg

„Zwei Dinge erfüllen das Gemüt mit immer neuer und zunehmender Bewunderung und Ehrfurcht, je öfter und anhaltender sich das Nachdenken damit beschäftigt: Der bestirnte Himmel über mir und das moralische Gesetz in mir“

Die Original-Tafel ist seit 1945 verschollen. Anlässlich der 700-Jahr-Feier der Stadt Königsberg im Jahr 1955 wurde in der Patenstadt Duisburg eine Replik der Kant-Tafel im Brunnenhof des Rathauses enthüllt. 1994 wurde eine zweisprachige Kant-Tafel in Kaliningrad im nördlichen Auslauf der neuen Brücke über den Pregel Richtung Hotel Kaliningrad angebracht.
Das Zitat fasst die Kants Denken beherrschenden Fragen zusammen: Die Schönheit der Ordnung der empirisch erklärbaren Natur und die Achtung vor dem moralischen Gesetz, in der sich die Freiheit des reinen Willens zeigt.
Bildnis in japanischem Tempel
Im „Philosophie-Park“ in Tokio hängt seit dem frühen 20. Jahrhundert ein Bild mit dem Titel Die vier Weltweisen mit der Darstellung von Buddha, Konfuzius, Sokrates und Kant.

## Schriften

### Einzelschriften
- Gedanken von der wahren Schätzung der lebendigen Kräfte (1746)
- Untersuchung der Frage, ob die Erde in ihrer Umdrehung um die Achse, wodurch sie die Abwechselung des Tages und der Nacht hervorbringt, einige Veränderung seit den ersten Zeiten ihres Ursprungs erlitten habe und woraus man sich ihrer versichern könne, welche von der Königl. Akademie der Wissenschaften zu Berlin zum Preise für das jetztlaufende Jahr aufgegeben worden (1754)
- Die Frage, ob die Erde veralte, physikalisch erwogen (1754)
- Allgemeine Naturgeschichte und Theorie des Himmels, (darin: Von den Bewohnern der Gestirne) (1755)
- Meditationum quarundam de igne succincta delineatio (1755) [oft kurz als De Igne bezeichnet, Dissertation]
- Principiorum primorum cognitionis metaphysicae nova dilucidatio (1755) [deutsch: Neue Erhellung der ersten Grundsätze metaphysischer Erkenntnisse, oft kurz als Nova dilucidatio bezeichnet]
- Von den Ursachen der Erderschütterungen bei Gelegenheit des Unglücks, welches die westliche Länder von Europa gegen das Ende des vorigen Jahres betroffen hat (1756)
- Geschichte und Naturbeschreibung der merkwürdigsten Vorfälle des Erdbebens, welches an dem Ende des 1755sten Jahres einen großen Theil der Erde erschüttert hat (1756)
- Fortgesetzte Betrachtung der seit einiger Zeit wahrgenommenen Erderschütterungen (1756)
- Metaphysicae cum geometria iunctae usus in philosophia naturalis, cuius specimen I. continet monadologiam physicam (1756) [Dissertation, oft kurz „Physische Monadologie“ genannt]
- Neue Anmerkungen zur Erläuterung der Theorie der Winde (1756)
- Entwurf und Ankündigung eines Collegii der physischen Geographie nebst dem Anhange einer kurzen Betrachtung über die Frage: Ob die Westwinde in unsern Gegenden darum feucht seien, weil sie über ein großes Meer streichen (1757)
- Neuer Lehrbegriff der Bewegung und Ruhe und der damit verknüpften Folgerungen in den ersten Gründen der Naturwissenschaft (1758)
- Versuch einiger Betrachtungen über den Optimismus (1759)
- Gedanken bei dem frühzeitigen Ableben des Herrn Johann Friedrich von Funk (1760)
- Die falsche Spitzfindigkeit der vier syllogistischen Figuren (1762)
- Der einzig mögliche Beweisgrund zu einer Demonstration des Daseins Gottes (1763)
- Versuch, den Begriff der negativen Größen in der Weltweisheit einzuführen (1763)
- Beobachtungen über das Gefühl des Schönen und Erhabenen (1764)
- Versuch über die Krankheiten des Kopfes (1764)
- Untersuchung über die Deutlichkeit der Grundsätze der natürlichen Theologie und der Moral (1764)
- Recension von Silberschlags Schrift: Theorie der am 23. Juli 1762 erschienenen Feuerkugel (1764)
- Nachricht von der Einrichtung seiner Vorlesungen in dem Winterhalbenjahre von 1765–1766 (1765)
- Träume eines Geistersehers, erläutert durch Träume der Metaphysik (1766)
- Von dem ersten Grunde des Unterschiedes der Gegenden im Raume (1768)
- De mundi sensibilis atque intelligibilis forma et principiis (1770) [Inaugural-Dissertation, deutsch: Über die Form und die Prinzipien der sinnlichen und der Verstandeswelt]
- Recension von Moscatis Schrift: Von dem körperlichen wesentlichen Unterschiede zwischen der Structur der Thiere und Menschen (1771)
- Über die verschiedenen Racen der Menschen (1775)
- Aufsätze, das Philanthropin betreffend (1776–1777)
- Kritik der reinen Vernunft, 1. Auflage (1781) [Oft als KdrV A abgekürzt]
- Anzeige des Lambert’schen Briefwechsels (1782)
- Nachricht an Ärzte (1782)
- Prolegomena zu einer jeden künftigen Metaphysik, die als Wissenschaft wird auftreten können (1783)
- Recension von Schulz’s Versuch einer Anleitung zur Sittenlehre für alle Menschen, ohne Unterschied der Religion, nebst einem Anhange von den Todesstrafen (1783)
- Idee zu einer allgemeinen Geschichte in weltbürgerlicher Absicht (1784)
- Beantwortung der Frage: Was ist Aufklärung? (1784)
- Recensionen von J.G.Herders Ideen zur Philosophie der Geschichte der Menschheit. Theil 1. 2. (1785)
- Über die Vulkane im Monde (1785)
- Von der Unrechtmäßigkeit des Büchernachdrucks (1785)
- Bestimmung des Begriffs der Menschenrace (1785)
- Grundlegung zur Metaphysik der Sitten (1785)
- Metaphysische Anfangsgründe der Naturwissenschaft (1786)
- Mutmaßlicher Anfang der Menschengeschichte (1786)
- Recension von Gottlieb Hufeland’s Versuch über den Grundsatz des Naturrechts (1786)
- Was heißt: sich im Denken orientieren? (1786)
- Einige Bemerkungen zu L. H. Jakob’s Prüfung der Mendelssohn’schen Morgenstunden
- Kritik der reinen Vernunft, 2., erweiterte und überarbeitete Auflage (1787) [Oft als KdrV B abgekürzt]
- Über den Gebrauch teleologischer Prinzipien in der Philosophie (1788)
- Kritik der praktischen Vernunft (1788)
- Kraus’ Recension von Ulrich’s Eleutheriologie (1788)
- Kritik der Urteilskraft (1790)
- Über eine Entdeckung, nach der alle neue Kritik der reinen Vernunft durch eine ältere entbehrlich gemacht werden soll (1790) [kurz oft als Streitschrift gegen Eberhardt]
- Über das Mißlingen aller philosophischen Versuche in der Theodicee (1791)
- Die Religion innerhalb der Grenzen der bloßen Vernunft (1793)
- Über den Gemeinspruch: Das mag in der Theorie richtig sein, taugt aber nicht für die Praxis (1793)
- Das Ende aller Dinge (1794)
- Etwas über den Einfluß des Mondes auf die Witterung (1794)
- Zum ewigen Frieden. Ein philosophischer Entwurf (1795) (Google Books).
- Von einem neuerdings erhobenen vornehmen Ton in der Philosophie (1796)
- Ausgleichung eines auf Mißverstand beruhenden mathematischen Streits (1796)
- Verkündigung des nahen Abschlusses eines Tractats zum ewigen Frieden in der Philosophie (1796)
- Die Metaphysik der Sitten (1797)
- Über ein vermeintes Recht aus Menschenliebe zu lügen (1797)
- Der Streit der Fakultäten (1798)
- Über die Buchmacherei (1798)
- Anthropologie in pragmatischer Hinsicht (1798)
- Vorrede zu Reinhold Bernhard Jachmanns Prüfung der Kantischen Religionsphilosophie (1800)
- Nachschrift zu Christian Gottlieb Mielckes Littauisch-deutschem und deutsch-littauischem Wörterbuch (1800)
- Immanuel Kants Logik [ediert und herausgegeben von Gottlob Benjamin Jäsche nach Vorlesungsskripten und Notizen, oft als Jäsche-Logik bezeichnet] (1800)
- Physische Geographie [ediert und herausgegeben von Friedrich Theodor Rinck nach Kants Vorlesungsmaterialien] (1802)
- Über die Pädagogik [ediert und herausgegeben von Friedrich Theodor Rinck nach Kants Vorlesungsmaterialien] (1803)

### Werkausgaben
Schon im 19. Jahrhundert erschienen klassische Werkausgaben, Standardreferenz ist jedoch die sogenannte „Akademieausgabe“ (Abk. AA) der Preußischen Akademie der Wissenschaften, Berlin 1900 ff. Die ursprüngliche Ausgabe, die als photomechanischer Nachdruck ab 1968 auch bei De Gruyter erschien, umfasste 11 Bände:
- Band 1: Vorkritische Schriften 1. 1747–1756.
- Band 2: Vorkritische Schriften 2. 1757–1777.
- Band 3: Kritik der reinen Vernunft : Zweite Auflage 1787.
- Band 4: Kritik der reinen Vernunft (1. Aufl. 1781). Prolegomena. Grundlegung zur Metaphysik der Sitten. Metaphysische Anfangsgründe der Naturwissenschaften.
- Band 5: Kritik der praktischen Vernunft. Kritik der Urtheilskraft.
- Band 6: Die Religion innerhalb der Grenzen der bloßen Vernunft. Die Metaphysik der Sitten.
- Band 7: Der Streit der Fakultäten. Anthropologie in pragmatischer Hinsicht.
- Band 8: Abhandlungen nach 1781.
- Band 9: Logik, Physische Geographie, Pädagogik.
- Band 10 (10,1): Anmerkungen der Bände 1–5.
- Band 11 (10,2): Anmerkungen der Bände 6–9.

Die Fortführung der Akademie-Ausgabe, die auch den überlieferten Nachlass, Kants erhaltenen Briefwechsel, mehrere Bezugstexte und zahlreiche Vorlesungsmitschriften enthält, wird mittlerweile von der Berlin-Brandenburgischen Akademie der Wissenschaften besorgt.
Kants Alterswerk, das sogenannte Opus postumum, ist aufgrund seiner wechselvollen Editionsgeschichte zwar Teil der Akademieausgabe, man kann aber weder von einer Rekonstruktion der Werksabsicht, noch einer kritischen Ausgabe, aber auch nicht von einer diplomatisch korrekten Wiedergabe der Quellen sprechen.
Moderne Studienausgabe ist vor allem die Werkausgabe von Wilhelm Weischedel aus den Jahren 1955 bis 1962:
- Werke in sechs Bänden. Hrsg. von Wilhelm Weischedel und Norbert Hinske. Wissenschaftliche Buchgesellschaft, Darmstadt.
  - Band 1 (1/2): Vorkritische Schriften bis 1768. 1960.
  - Band 2 (3/4): Kritik der reinen Vernunft. 1956.
  - Band 3 (5/6): Schriften zur Metaphysik und Logik. 1959.
  - Band 4 (7/8): Schriften zur Ethik und Religionsphilosophie. 1956.
  - Band 5 (9/10): Kritik der Urteilskraft und Schriften zur Naturphilosophie. 1957.
  - Band 6 (11/12): Schriften zur Anthropologie, Geschichtsphilosophie, Politik und Pädagogik. 1964.

1968 erschien bei Suhrkamp eine Ausgabe in 12 Bänden, bei der die Bände der Ausgabe von Weischedel jeweils in zwei Bände aufgeteilt wurden (Bandzahlen in obiger Liste in Klammern), eine 2. Auflage erschien 1977 in der Reihe Suhrkamp-Taschenbuch Wissenschaft. Diese Ausgabe erschien auch in digitaler Form als Band 10 der Sonderbände der Digitalen Bibliothek 2004 bei Directmedia.
Neben den Werkausgaben gibt es die in der Philosophischen Bibliothek erscheinenden kritischen Einzelausgaben.

### Einführendes
- Gottfried Gabriel: Kant. Eine kurze Einführung in das Gesamtwerk. UTB, Paderborn 2022, ISBN 978-3-8252-5793-4.
- Manfred Geier: Kants Welt. Eine Biographie. Rowohlt, Reinbek 2003, ISBN 3-498-02491-4.
- Stefan Gerlach: Immanuel Kant. UTB-Profile/A. Francke, Tübingen 2011, ISBN 978-3-7720-8393-8.
- Jean Grondin: Kant zur Einführung. 3. Auflage. Junius, Hamburg 2004, ISBN 3-88506-363-8.
- Otfried Höffe: Immanuel Kant. 7. Auflage. Beck, München 2007, ISBN 978-3-406-45977-1.
- Heiner F. Klemme: Immanuel Kant. Campus, Frankfurt am Main u. a. 2004, ISBN 3-593-37185-5.
- Heiner F. Klemme, Ansgar Lorenz: Immanuel Kant. Philosophie für Einsteiger. Wilhelm Fink, Paderborn 2017, ISBN 978-3-7705-6044-8.
- Georg Römpp: Kant leicht gemacht. 2. Auflage. UTB/Böhlau, Köln/Weimar 2007, ISBN 978-3-8252-2707-4.
- Arno Schubbach: Immanuel Kant zur Einführung. Junius, Hamburg 2022, ISBN 978-3-96060-331-3.

### Biographien
- Steffen Dietzsch: Immanuel Kant. Eine Biographie. Reclam, Leipzig 2004, ISBN 3-379-00806-0.
- Manfred Geier: Kants Welt. Eine Biografie. Rowohlt, Reinbek 2005, ISBN 3-499-61365-4.
- Arsenij Gulyga: Immanuel Kant. Suhrkamp, Frankfurt am Main 2004, ISBN 3-518-45568-0.
- Karl Knauß: Immanuel Kant. In: Biographisch-Bibliographisches Kirchenlexikon (BBKL). Band 3, Bautz, Herzberg 1992, ISBN 3-88309-035-2, Sp. 1020–1095 (Artikel/Artikelanfang im Internet-Archive am 2007-06-29).
- Manfred Kühn: Kant. Eine Biographie. Beck, München 2004, ISBN 3-406-50918-5.
- Wolfgang Ritzel: Immanuel Kant. Eine Biographie. Walter de Gruyter, Berlin 1985, ISBN 3-11-010634-5.
- Uwe Schultz: Immanuel Kant in Selbstzeugnissen und Bilddokumenten. Erweiterte Neuauflage. Rowohlt, Reinbek 2003, ISBN 3-499-50659-9.
- Karl Vorländer: Immanuel Kant. Der Mann und das Werk. Meiner, Leipzig 1924. (3., erweiterte Auflage, Meiner, Hamburg 1992; Reprint: Fourier, Wiesbaden 2003, ISBN 3-932412-18-4)

### Allgemeines
- Josef Bohatec: Die Religionsphilosophie Kants in der Religion innerhalb der Grenzen der blossen Vernunft mit besonderer Berücksichtigung ihrer theologisch-dogmatischen Quellen. Hoffmann und Campe, Hamburg 1938. (Reprint: Olms, Hildesheim 1966)
- Ernst Cassirer: Kants Leben und Lehre. Berlin 1921. (Band 8 der Gesammelten Werke.) Meiner, Hamburg 2001, ISBN 3-7873-1408-3.
- Wolfgang Carl: Die transzendentale Deduktion der Kategorien in der ersten Auflage der Kritik der reinen Vernunft. Klostermann, Frankfurt am Main 1992, ISBN 3-465-02532-6.
- Wolfgang Deppert: ZEIT – Die Begründung des Zeitbegriffs, seine notwendige Spaltung und der ganzheitliche Charakter seiner Teile. nz Steiner Verlag, Stuttgart 1989, ISBN 3-515-05219-4, S. 35–79
- Wolfgang Deppert: Individualistische Wirtschaftsethik. Springer Gabler, Wiesbaden 2014, ISBN 978-3-658-03585-3.
- Wolfgang Deppert: Theorie der Wissenschaft. 4 Bände, Springer VS, Wiesbaden 2019.
- Farah Dustdar: Vom Mikropluralismus zu einem makropluralistischen Politikmodell. Kants wertgebundener Liberalismus (= Beiträge zur politischen Wissenschaft. Band 115). Duncker und Humblot, Berlin 2000, ISBN 3-428-09997-4.
- Julius Ebbinghaus: Gesammelte Aufsätze, Vorträge und Reden. Wissenschaftliche Buchgesellschaft, Darmstadt 1968 (enthält die wichtigsten Aufsätze Ebbinghaus’ zu Kants theoretischer und praktischer Philosophie).
- Norbert Fischer (Hrsg.): Kant und der Katholizismus – Stationen einer wechselhaften Geschichte. Herder Verlag, Freiburg 2010, ISBN 978-3-451-28507-3.
- Norbert Fischer, Maximilian Forschner (Hrsg.): Die Gottesfrage in der Philosophie Immanuel Kants. Herder Verlag, Freiburg 2010, ISBN 978-3-451-30135-3.
- Volker Gerhardt: Immanuel Kant. Vernunft und Leben. Reclam, Stuttgart 2002, ISBN 3-15-018235-2.
- Volker Gerhardt, Matthias Weber, Maja Schepelmann: Immanuel Kant 1724-2024: ein europäischer Denker (= Schriften des Bundesinstituts für Kultur und Geschichte der Deutschen im Östlichen Europa, 83). De Gruyter Oldenbourg, 2022, ISBN 978-3-11-076281-5.
- Stefan Gerlach: Wie ist Freiheit möglich? Eine Untersuchung über das Lösungspotenzial zum Determinismusproblem in Kants Kritik der reinen Vernunft. Francke, Tübingen 2010, ISBN 978-3-7720-8360-0.
- Dietmar Heidemann, Kristina Engelhard (Hrsg.): Warum Kant heute? Systematische Bedeutung und Rezeption seiner Philosophie in der Gegenwart. De Gruyter, Berlin u. a. 2004, ISBN 3-11-017477-4.
- Otfried Höffe (Hrsg.): Immanuel Kant, Kritik der praktischen Vernunft. Akademie-Verlag, Berlin 2002, ISBN 3-05-003576-5.
- Otfried Höffe: Königliche Völker. Zu Kants kosmopolitischer Rechts- und Friedenstheorie. Suhrkamp, Frankfurt am Main 2001, ISBN 3-518-29119-X.
- Otfried Höffe: Kants Kritik der reinen Vernunft. Die Grundlegung der modernen Philosophie. Beck, München 2003, ISBN 3-406-50919-3.
- Dieter Hüning, Burkhard Tuschling (Hrsg.): Recht, Staat und Völkerrecht bei Immanuel Kant. Marburger Tagung zu Kants „Metaphysischen Anfangsgründen der Rechtslehre“. Duncker & Humblot, Berlin 1998, ISBN 3-428-09602-9.
- Karl Jaspers: Kant. Leben, Werke, Wirkung. Piper, München 1975, ISBN 3-492-00424-5.
- Wolfgang Kersting: Wohlgeordnete Freiheit. Immanuel Kants Rechts- und Staatsphilosophie. 3., erweiterte und bearbeitete Auflage. Mentis-Verlag, Paderborn 2007, ISBN 978-3-89785-587-8.
- Nikolai F. Klimmek: Kants System der transzendentalen Ideen (= Kant-Studien, Ergänzungshefte. Band 147). De Gruyter, Berlin 2005, ISBN 3-11-018349-8.
- Darius Koriako: Kants Philosophie der Mathematik. Grundlagen – Voraussetzungen – Probleme. Meiner, Hamburg 1999, ISBN 3-7873-1429-6.
- Günter Lottes, Uwe Steiner (Hrsg.): Immanuel Kant. German Professor and World-Philosopher. Deutscher Professor und Weltphilosoph. Wehrhahn, Hannover 2007, ISBN 978-3-86525-214-2.
- Werner Moskopp: Struktur und Dynamik in Kants Kritiken. Kantstudien Ergänzungshefte. De Gruyter, Berlin 2009, ISBN 978-3-11-021232-7.
- Roland Mugerauer: Immanuel Kants transzendentaler Kritizismus und die Frage nach Gott: eine orientierende Skizze. Tectum Wissenschaftsverlag, Baden-Baden 2021, ISBN 978-3-8288-4711-8.
- Robert Nehring: Kritik des Common Sense: Gesunder Menschenverstand, reflektierende Urteilskraft und Gemeinsinn – der Sensus communis bei Kant. Duncker & Humblot, Berlin 2010, ISBN 978-3-428-13161-7.
- Günther Patzig: Wie sind synthetische Urteile a priori möglich? In: Josef Speck (Hrsg.): Grundprobleme der großen Philosophen. Philosophie der Neuzeit II. Vandenhoeck & Ruprecht, Göttingen 1988, ISBN 3-525-03306-0.
- Jannis Pissis: Kants transzendentale Dialektik. de Gruyter, Berlin 2012, ISBN 978-3-11-028156-9.
- Hermann Schmitz: Was wollte Kant? Bouvier, Bonn 1989, ISBN 3-416-02178-9.
- Jürgen Stolzenberg (Hrsg.): Kant in der Gegenwart. De Gruyter, Berlin 2007, ISBN 978-3-11-017529-5.
- Dieter Sturma, Karl Ameriks (Hrsg.): Kants Ethik. Mentis Verlag, Paderborn 2004, ISBN 3-89785-308-6.
- Werner Thiede (Hrsg.): Glauben aus eigener Vernunft? Kants Religionsphilosophie und die Theologie. Vandenhoeck & Ruprecht, Göttingen 2004, ISBN 3-525-56703-0.
- Marcus Willaschek: Kant: Die Revolution des Denkens. C. H. Beck, München 2023, ISBN 3-406-80743-7

### Kritik
- Gottlob Ernst Schulze: Kritik der theoretischen Philosophie, Band 1 und 2, Hamburg 1801 (als Kommentar zur Kritik der reinen Vernunft angelegt; Kritik vom Standpunkt des britischen Empirismus).
- Arthur Schopenhauer: Kritik der Kantischen Philosophie. In: Die Welt als Wille und Vorstellung. (Erster Band. Anhang)
- Broder Christiansen: Kantkritik. 1. Teil. Kritik der kantischen Erkenntnislehre. Clauss und Feddersen, Hanau 1911.
- Bernward Gesang (Hrsg.): Kants vergessener Rezensent. Die Kritik der theoretischen und praktischen Philosophie Kants in fünf frühen Rezensionen von Hermann Andreas Pistorius. In: Kant-Forschungen. Bd. 18, Felix Meiner, Hamburg 2007, ISBN 978-3-7873-1823-0, S. XI (Digitalisat).
- Otto Willmann: Geschichte des Idealismus, Band 3: Der Idealismus der Neuzeit. Scientia-Verlag, Aalen 1979, ISBN 3-511-03710-7 (Darin insbesondere: Kapitel XV: Die Subjektivierung des Idealen durch Kants Autonomismus).

### Opus postumum
- Erich Adickes: Kants Opus postumum dargestellt und beurteilt. Reuther & Reichard, Berlin 1920 (Kant-Studien. Ergänzungshefte; Nr. 50).
- Kurt Hübner: Leib und Erfahrung in Kants Opus postumum. In: Gerold Prauss (Hrsg.): Kant: Zur Deutung seiner Theorie von Erkennen und Handeln. Kiepenheuer und Witsch, Köln 1973, ISBN 3-462-00962-1, S. 192–204.
- Dina Emundts: Kants Übergangskonzeption im „Opus postumum“. Zur Rolle des Nachlasswerkes für die Grundlegung der empirischen Physik (= Quellen und Studien zur Philosophie. Band 62). De Gruyter, Berlin 2004, ISBN 3-11-018052-9.

### Hilfsmittel
- Rudolf Eisler: Kant-Lexikon. Nachschlagewerk zu Kants sämtlichen Schriften, Briefen und handschriftlichem Nachlaß. Berlin 1930. (Reprint: Olms, Hildesheim 1984, ISBN 3-487-00744-4)
- Heinz Heimsoeth: Astronomisches und Theologisches in Kants Weltverständnis (= Abhandlungen der geistes- und sozialwissenschaftlichen Klasse der Akademie der Wissenschaften und der Literatur in Mainz. Jahrgang 1963, Nr. 9).
- Gerd Irrlitz: Kant-Handbuch. Leben und Werk. Metzler, Stuttgart 2002, ISBN 3-476-01234-4.
- Kant im Kontext. III: Werke, Briefwechsel, Nachlass und Vorlesungen auf CD-ROM. Komplettausgabe 2007 von Immanuel Kant. InfoSoftWare, ISBN 978-3-932094-29-3. (2. erw. Auflage. 2009)
- Rudolf Malter (Hrsg.): Immanuel Kant in Rede und Gespräch. Meiner, Hamburg 1990, ISBN 3-7873-1382-6.
- Carl Christian Erhard Schmid: Wörterbuch zum leichtern Gebrauch der Kantischen Schriften. 4. Auflage Jena 1798 (Google)
- Immanuel Kant: Die drei Kritiken in ihrem Zusammenhang mit dem Gesamtwerk. Mit einem verbindenden Text zusammengefasst von Raymund Schmidt. Leipzig 1933.
- Marcus Willaschek, Jürgen Stolzenberg, Georg Mohr, Stefano Bacin (Hrsg.): Kant-Lexikon. 3 Bände. De Gruyter, Berlin 2015, ISBN 978-3-11-017259-1.